# Seznam matematičnih vsebin
Seznam matematičnih vsebin poskuša podati vse članke, ki se v Wikipediji nanašajo na matematiko in prvenstveno služi za nadzorovanje sprememb. Naslovi člankov so izpisani z malo začetnico tam, kjer je potrebno, drugače pa z veliko. Sicer programje Wikipedije vse članke samodejno zapiše z veliko začetnico. Na tem seznamu so mnoge sopomenke, a je to namenoma, da jih bralci najdejo, zato jih, prosimo, ne odstranjujte.

## 0-9
−40 –
−1 –
0 –
0,999... –
1 –
1 + 1 + 1 + 1 + ··· –
1 + 2 + 3 + 4 + ··· –
1 + 2 + 4 + 8 + ··· –
1 − 1/2 + 1/3 − 1/4 + ··· – 
1 − 1 + 1 − 1 + ··· – 
1 − 1 + 2 − 6 + 24 − 120 + ··· –
1 − 2 + 3 − 4 + ··· –
1 − 2 + 4 − 8 + ··· –
1/2 + 1/4 + 1/8 + 1/16 + ··· –
1/2 + 2/3 + 3/4 + 4/5 + ··· –
1/2 − 1/4 + 1/8 − 1/16 + ··· –
1/2 − 2/3 + 3/4 − 4/5 + ··· –
1/4 + 1/16 + 1/64 + 1/256 + ··· –
1/4 − 1/16 + 1/64 − 1/256 + ··· –
2 –
3 –
3-sfera –
4 –
4-ortopleks –
4-simpleks –
5 –
5-celica –
5-ortopleks –
5-simpleks –
6 –
6-ortopleks –
6-simpleks –
7 –
7-ortopleks –
7-simpleks –
8 –
8-kocka –
8-ortopleks –
8-simpleks –
9 –
9-ortopleks –
9-simpleks –
10 –
10-ortopleks –
10-simpleks –
11 –
11-celica –
11-ortopleks –
12 –
13 –
14 –
15 –
16 –
16-celica –
17 –
18 –
19 –
20 –
21 –
22 –
23 –
24 –
24-celica –
25 –
26 –
27 –
28 –
29 –
30 –
31 –
32 –
33 –
34 –
35 –
36 –
37 –
38 –
39 –
40 –
41 –
42 –
43 –
44 –
45 –
46 –
47 –
48 –
49 –
50 –
51 –
52 –
53 –
54 –
55 –
56 –
57 –
57-celica –
58 –
59 –
60 –
61 –
62 –
63 –
64 –
65 –
66 –
67 –
68 –
69 –
70 –
71 –
72 –
73 –
74 –
75 –
76 –
77 –
78 –
79 –
80 –
81 –
82 –
83 –
84 –
85 –
86 –
87 –
88 –
89 –
90 –
91 –
92 –
93 –
94 –
95 –
96 –
97 –
98 –
99 –
100 –
101 –
102 –
103 –
104 –
105 –
106 –
107 –
108 –
109 –
110 –
111 –
112 –
113 –
114 –
115 –
116 –
117 –
118 –
119 –
120 –
120-celica –
121 –
122 –
123 –
124 –
125 –
126 –
127 –
128 –
129 –
130 –
131 –
132 –
133 –
134 –
135 –
136 –
137 –
138 –
139 –
140 –
141 –
142 –
143 –
144 –
145 –
146 –
147 –
148 –
149 –
150 –
151 –
152 –
153 –
154 –
155 –
156 –
157 –
158 –
159 –
160 –
161 –
162 –
163 –
164 –
165 –
166 –
167 –
168 –
169 –
170 –
171 –
172 –
173 –
174 –
175 –
176 –
177 –
178 –
179 –
180 –
181 –
182 –
183 –
184 –
185 –
186 –
187 –
188 –
189 –
190 –
191 –
192 –
193 –
194 –
195 –
196 –
197 –
198 –
199 –
200 –
201 –
202 –
203 –
204 –
205 –
206 –
207 –
208 –
209 –
210 –
211 –
212 –
213 –
214 –
215 –
216 –
217 –
218 –
219 –
220 –
222 –
230 –
240 –
250 –
255 –
256 –
257-kotnik –
260 –
270 –
273 –
280 –
290 –
300 –
360 –
369 –
400 –
496 –
500 –
600 –
600-celica –
666 –
700 –
720 –
800 –
880 –
900 –
1000 –
1001 –
1100 –
1200 –
1300 –
1313 –
1331 –
1400 –
1500 –
1600 –
1700 –
1729 –
1800 –
1900 –
2000 –
2520 –
3000 –
4000 –
5000 –
5555 –
6000 –
6666 –
7000 –
8000 –
9000 –
10.000 –
65537-kotnik –
100.000 –
142.857 –
1.000.000 –
275.305.224 –
2.147.483.647 –
4.294.967.297 –
9.814.072.356 –

## A
Aaboe, Asger –
abak –
Abel, Niels Henrik –
Abel-Planova formula –
Abel-Ruffinijev izrek –
Abelov integral –
Abelov izrek –
Abelov izrek vsote integralov algebrskih funkcij –
Abelova enačba –
Abelova funkcija –
Abelova grupa –
Abelova integralska enačba –
Abelova kategorija –
Abelova nagrada –
Abelova raznoterost –
Abelova sumacijska formula –
Abelova transformacija –
Abelova varieteta –
Abelova vsota –
abelovska razširitev –
abelovski in tauberski izreki –
Abbt, Thomas –
abscisa –
abscisna os –
absolutna konvergenca – 
absolutna monotonost –
absolutna vrednost –
absolutni člen –
absolutni diferencialni račun –
abstraktna algebra – 
abstraktna analitična teorija števil –
abstraktna grupa –
abstraktni nesmisel –
abstraktni politop –
Abul Vefa –
abundanca –
abundantno število – 
Ackermann, Wilhelm –
Ackermannova funkcija –
Adams, Clarence Raymond –
Adams, John Couch –
Adelard –
Adelbold II. –
adicija –
adicijski izrek –
aditivna funkcija –
aditivna konstanta – 
aditivni funktor –
aditivni inverz –
aditivnost –
adjungirana matrika –
Adrain, Robert –
afina geometrija –
afina preslikava – 
afina ravnina –
afina transformacija – 
afina varieteta –
afini prostor –
afinograf –
Agnesi, Maria Gaetana –
Agnesin koder –
Ahiezer, Naum Iljič –
Ahilovo število –
Ahlfors, Lars Valerian –
Ahmes –
Airy, George Biddell –
Aizenman, Michael –
akrofonično število –
aksiom –
aksiom določitve – 
aksiom izbire –
aksiom ločljivosti –
aksiom o vzporednicah –
aksiom regularnosti –
aksiomatična teorija množic –
aksiomatični sistem –
aksiomatika –
aksiomatizacija –
aksiomi grupe –
aksiomi Kolmogorova –
aksiomi zaprtja Kuratowskega –
aksonometrija –
al-Baghdadi –
Albanese, Giacomo –
Albatani –
alegorija –
Aleksandrov, Aleksander Danilovič –
Aleksandrov, Pavel Sergejevič –
d'Alembert, Jean le Rond –
d'Alembertov kriterij –
Alexander, James Waddell II. –
Alexandrov polinom –
Alexanderson, Gerald Lee –
algebra –
algebra izjav –
algebra množic –
algebra nad obsegom –
algebra števil –
algebra z deljenjem –
algebrska enačba –
algebrska forma –
algebrska funkcija –
algebrska geometrija –
algebrska grupa –
algebrska kombinatorika –
algebrska krivulja –
algebrska množica –
algebrska mnogoterost –
algebrska neodvisnost –
algebrska operacija –
algebrska ploskev –
algebrska razširitev –
algebrska Riccatijeva enačba –
algebrska struktura –
algebrska teorija števil –
algebrska teorija grafov –
algebrska topologija –
algebrska varieteta –
algebrski izraz –
algebrski obseg – 
algebrski prostor –
algebrsko celo število –
algebrsko število –
algoritem –
algoritem Tarskega in Kuratowskega –
al-Hvarizmi –
alikvotno zaporedje –
Aljančić, Slobodan –
al-Karadži –
al-Kindi –
Al Madšriti –
Almagest –
Alon, Noga –
Alspach, Brian Roger –
alternacija –
alternirajoča funkcija zeta – 
alternirajoča grupa –
alternirajoča harmonična vrsta –
alternirajoča vrsta –
American Journal of Mathematics –
American Mathematical Monthly –
Ameriška matematična zveza –
Ameriški matematični inštitut –
Ameriško matematično društvo –
Ammen, Jacob –
Ampère, André-Marie –
analitična funkcija –
analitična geometrija –
analitična preslikava –
analitična rešitev – 
analitična struktura –
analitična teorija števil –
analitično nadaljevanje –
analiza –
analiza funkcije –
analiza na mnogoterostih –
analogon –
Anđelić, Tatomir P. –
Anderson, Alexander –
alternirajoča grupa –
Antemij –
Anthonisz, Adriaen –
Antifon –
antikomutativnost –
antinomija –
antiprizemski graf –
antiprizma –
antiproporcionalnost –
antirefleksivnost –
Anosov, Dimitrij Viktorovič –
Apastamba –
apeiroeder –
apeirogon –
apeirogonska antiprizma –
apeirogonska prizma –
Apéry, Roger –
Apéryjev izrek –
Apéryjeva konstanta –
aplikata –
aplikatna os –
Apolonij –
Apolonijev izrek –
Apolonijev krog –
Apolonijev problem –
Apolonijeva mreža –
Apolonijevo tesnilo –
Apostol, Tom Mike –
apotema –
aproksimacija –
aproksimacijska lastnost –
aproksimacijski polinom –
arabske številke –
arbelos –
Arbogast, Louis François Antoine –
Archibald, Raymond Clare –
Arf, Cahit –
Argand, Jean-Robert –
Argandov diagram – 
Argandova ravnina – 
argument (kompleksna analiza) –
argument funkcije –
Arhimed –
arhimedična lastnost –
Arhimedov aksiom –
Arhimedov dvojček –
Arhimedov kvadruplet –
Arhimedov palimpsest –
Arhimedov problem goveda –
Arhimedova grupa –
Arhimedova spirala –
arhimedska krožnica –
arhimedska spirala –
arhimedski dual – 
arhimedski graf –
arhimedsko telo –
Arhit –
Arhitova krivulja –
Arhiv zgodovine matematike MacTutor –
Arima, Jorijuki –
Aristarh –
Aristarhova neenakost –
Aristej –
Aristip –
Aristotel –
aritmetična funkcija –
aritmetična množica –
aritmetična operacija – 
aritmetična sredina –
aritmetična vrsta –
aritmetični izraz –
aritmetično zaporedje –
aritmetično-geometrična sredina –
aritmetika –
aritmetika drugega reda –
aritmetika prvega reda –
argument –
arkus kosekans –
arkus kosinus –
arkus kotangens –
arkus sekans –
arkus sinus –
arkus tangens –
armenske številke –
Arnold, Vladimir Igorjevič –
Aronszajn, Nachman –
Aronszajn-Smithov izrek –
Aronszajnovo drevo –
Aronszajnova premica –
Arrowsov paradoks –
Artin, Emil –
Artin, Michael –
Aryabhata I. –
Arzelà, Cesare –
d'Ascoli, Cecco –
Ascoli, Giulio –
asimetrični graf –
asimptota –
asimptotična funkcija –
asimptotična razširitev –
asimptotična točka –
asimptotičnost –
asimptotski zapis –
Askey, Richard –
asociaeder –
asociativnost –
asociativna algebra –
astroida –
astronomija –
Ašihmin, Valerij Nikolajevič –
Atal z Rodosa –
Atbasheva števka –
Atiyah, Michael Francis –
Atiyah-Singerjev indeksni izrek –
atraktor –
atriftaloida –
Atwood, George –
Avtolik –
avtomatično dokazovanje izrekov –
avtomorfizem –
avtomorfizem grafa –
avtomorfizem grupe –
avtomorfna funkcija –
avtomorfno število –
azteški romb –

## B
babilonska matematika –
babilonska metoda – 
babilonske številke –
Babbage, Charles –
Bäcklund, Albert Victor –
Baer, Reinhold –
Baer-Speckerjeva grupa – 
Baer-Suzukijev izrek –
Baerjev kolobar –
Baerjeva grupa –
al-Bagdadi –
Bailey, David Harold –
Borweinov integral -
Bailey-Borwein-Plouffejeva formula – 
Baire, René-Louis –
Baireova mera –
Baker, Alan –
Baker, Henry Frederick –
Baker-Campbell-Hausdorffova formula –
Baldi, Bernardino –
Balmer, Johann Jakob –
Banach, Stefan –
Banach-Alaoglujev izrek –
Banach-Mazurjev izrek –
Banach-Mazurjeva igra –
Banach-Schauderjev izrek –
Banach-Steinhausov izrek –
Banach-Stonov izrek –
Banachov izrek o negibni točki –
Banachov prostor –
Banachova algebra –
Banachova limita –
Banachova mera –
Banachiewicz, Tadeusz –
Banchoff, Thomas –
Bankoff, Leon –
Bankoffov kvadruplet –
Bankoffova krožnica –
Barbeau, Edward Joseph –
Barenblatt, Grigory Isaakovich –
baricentrične koordinate –
Barlow, Peter –
Barnes, Ernest William –
Barnesov integral –
Barricelli, Nils Aall –
Barrow, Isaac –
Barrow, John David –
Bartholin, Thomas –
barvanje grafa –
baselski problem –
Bategelj, Vladimir –
Baudhajana –
Bauer, Andrej –
baza (linearna algebra) –
bazni vektor –
Beal, Andrew –
Bealova domneva –
Beattyjev izrek –
Beeckman, Isaac –
Bejlinson, Aleksander Aleksandrovič –
Bell, Eric Temple –
Bellova vrsta –
Bellovo število –
Bellman, Richard Ernest –
Beltrami, Eugenio –
Bernoulli, Daniel –
Bernoulli I., Jakob –
Bernoullijev poskus –
Bernoulli II., Jakob –
Bernoulli I., Johann –
Bernoulli II., Johann –
Bernoulli III., Johann –
Bernoulli I., Nicholas –
Bernoulli II., Nicholas –
Bernoullijeva lemniskata –
Bernoullijevi polinomi –
Bernoullijevo število –
Bernstein-von Misesov izrek –
Bernsteinov polinom –
Bertrand, Joseph Louis François –
Bertrandova domneva –
besedni problem za grupe –
Bessel, Friedrich Wilhelm –
Besslova funkcija –
Besslova transformacija –
Bézierov trikotnik –
Bézierov zlepek –
Bézierova krivulja –
Bézierova površina –
Bezikovič, Abraham Samojlovič –
Bézout, Étienne –
Bézoutov izrek –
Bézoutov kolobar –
Bézoutova enakost –
Bézoutova matrika –
Bhaskara – 
Bhaskara I. –
Bhaskara II. – 
Biancani, Giuseppe –
Bianchi, Luigi –
bicentrični enakokraki trapez –
bicentrični mnogokotnik –
bicentrični trikotnik –
bicentrični štirikotnik –
Bieberbachova domneva –
bigraf – 
bifurkacija –
Biggs, Norman Linstead –
biharmonična enačba –
bijekcija – 
bijektivnost –
bijektivna preslikava –
bijektivni dokaz –
bikompleksno število –
bikupola –
bikvadrat –
bikvadratno število – 
bikvaternion –
bilinearna forma –
binarna matrika – 
binarna operacija –
binarni logaritem – 
binarni operator –
Binet, Jacques Philippe Marie –
Binet-Cauchyjeva enakost –
Bing, R. H. –
Bing-Borsukova domneva –
binom – 
binomska formula –
binomska porazdelitev –
binomski koeficient –
binomski izrek –
binomski simbol – 
binormala –
Bion Abderski –
Biot, Jean-Baptiste –
bipartitni graf – 
bipiramida –
biprisekanost –
biracionalna geometrija –
Birch, Bryan John –
Birch-Swinnerton-Dyerjeva domneva –
al-Biruni –
bisekcija –
bisekcija (numerična metoda) –
bisektrisa – 
bistvena singularnost –
bitna negacija –
bivektor –
Blanuša, Danilo –
Blanušev graf –
bločna matrika –
bločna diagonalna matrika –
bločna tridiagonalna matrika –
Boben, Marko –
bogato število – 
Bogoljubov, Nikolaj Nikolajevič –
Bokan, Neda –
Bolyai, Farkas Wolfgang –
Bolyai, János –
Bolza, Oskar –
Bolzova ploskev –
Bolzano, Bernard –
Bolzano-Cauchyjev izrek – 
Bolzano-Weierstrassov izrek –
Bolzanov izrek – 
Bombelli, Rafael –
Bombieri, Enrico –
Bombieri-Friedlander-Iwaniecov izrek –
Boole, George –
Boolova algebra –
Boolova matrika –
Booth, James –
Boothova lemniskata –
Bonati, Guido –
Bondy, John Adrian –
Bondy-Chvátalov izrek –
Bonferroni, Carlo Emilio –
Borcherds, Richard Ewen –
Borel, Émile –
Borel-Cantellijeva lema –
Borel-Carathéodoryjev izrek –
Borelova lema –
Borelova mera –
Borelova množica –
Borelova vsota –
Borelli, Giovanni Alfonso –
Borsuk, Karol –
Borsukova domneva –
Borsuk-Ulamov izrek –
Borwein, Peter –
Bose, Radž Čandra –
Bošković, Ruđer Josip –
Bott, Raoul –
Bouquet, Jean Claude –
Bourbaki –
Bourbaki, Nicolas –
Bourgain, Jean –
Boussinesq, Joseph Valentin –
Bowditch, Nathaniel –
Bouwkamp, Christoffel Jacob –
Boyer, Carl Benjamin –
Bradwardine, Thomas –
brahistohrona –
Brahmagupta –
Brahmagupta-Fibonaccijeva enakost –
Brahmaguptov izrek –
Brahmaguptov polinom –
Brahmaguptova enačba –
Brahmaguptova enakost –
Brahmaguptova matrika –
Brašman, Nikolaj Dimitrijevič –
Brauer, Richard –
Brauer-Fowlerjev izrek –
Brauer-Nesbittov izrek –
Brauer-Sieglov izrek –
Brauer-Suzukijev izrek –
Brauerjev izrek o induciranih karakterjih –
Brauerjeva algebra –
Brauerjeva grupa –
Brauerjevi glavni izreki –
Brauerjevo drevo –
Brent, Richard Peirce –
Brešar, Matej –
Brianchon, Charles Julien –
Brianchonov izrek –
Briggs, Henry –
Briggsov logaritem – 
Brill, Alexander von –
Brink, Raymond Woodard –
Briot, Charles Auguste –
Briš, Nikolaj Ivanovič –
Brizon –
brodnikov problem –
Brouwer, Luitzen Egbertus Jan –
Brouwerjev izrek o negibni točki –
Brouwerjeva funkcija beta –
Berndt, Bruce Carl –
Brun, Viggo –
Brunova konstanta –
Bruno, Giordano –
Buckingham, Richard Arthur –
Bulletin of the American Mathematical Society –
Bunjakovski, Viktor Jakovljevič –
Burali-Forti, Cesare –
Burr, Stefan –

## C
C*-algebra –
Cahen, Eugène –
Cahenova konstanta –
Calabi, Eugenio –
Calabijev trikotnik –
Cameron, Peter Jephson –
Cameron-Erdőseva domneva –
Campanus, Johannes –
Campbell, John Edward –
Candelas, Philip –
Cantelli, Francesco Paolo –
Cantor –
Cantor, Georg Ferdinand –
Cantorjev diagonalni dokaz –
Cantorjev izrek –
Cantorjev paradoks –
Cantorjev prah –
Cantorjev prostor –
Cantorjeva funkcija –
Cantorjeva hiperkocka –
Cantorjeva kocka –
Cantorjeva množica –
Cantorjeva porazdelitev –
Cantorjevo praštevilo –
Cantorjevo število –
Carathéodory, Constantin –
Carlemanova matrika –
Carleson, Lennart Axel Edvard –
Carlesonova mera –
Carmichael, Robert Daniel –
Carmichaelov izrek –
Carmichaelova domneva o Eulerjevi funkciji fi –
Carmichaelova funkcija –
Carmichaelovo število –
Carmo, Manfredo do –
Cartan, Élie Joseph –
Cartanova matrika –
Cartan, Henri Paul –
Cartwright, Mary Lucy –
Cassels, John William Scott –
Cassini, Giovanni Domenico –
Cassinijev oval – 
Cassinijeva jajčnica –
Catalan, Eugène Charles –
Catalanova domneva –
Catalanova funkcija beta – 
Catalanova konstanta –
Catalanovo število –
Catalanovo telo –
Cataldi, Pietro Antonio –
Cauchy, Augustin Louis –
Cauchy-Binetova formula –
Cauchy-Eulerjeva enačba –
Cauchy-Lorentzeva porazdelitev – 
Cauchy-Riemannovi diferencialni enačbi –
Cauchy-Schwarzeva neenakost – 
Cauchyjev indeks –
Cauchyjev integralski izrek –
Cauchyjev izrek –
Cauchyjev kondenzacijski kriterij –
Cauchyjev kriterij –
Cauchyjev pogoj –
Cauchyjev problem –
Cauchyjev produkt –
Cauchyjeva funkcionalna enačba –
Cauchyjeva glavna vrednost –
Cauchyjeva integralska formula –
Cauchyjeva matrika –
Cauchyjeva porazdelitev –
Cauchyjevo zaporedje –
Cavalieri, Bonaventura Francesco –
Cavalierijev izrek – 
Cavalierijeva kvadraturna formula –
Cavalierijevo načelo –
Cayley, Arthur –
Cayley-Dicksonova konstrukcija –
Cayley-Hamiltonov izrek –
Cayley-Mengerjeva determinanta –
Cayleyjev graf –
Cayleyjev izrek –
Cayleyjev sekstet – 
Cayleyjeva algebra –
Cayleyjeva formula –
Cayleyjeva sekstika –
Cayleyjeva tabela –
Cayleyjevo število –
cel kolobar –
cela funkcija –
cela racionalna funkcija –
celi del –
celica –
celo število –
celoštevilčna matrika –
celoštevilska particija – 
celoštevilska razcepitev –
celoštevilski graf – 
celoštevilski trikotnik –
celoštevilsko zaporedje – 
center –
centralni binomski koeficient – 
centroid –
Cesàro, Ernesto –
Cesàrov izrek –
Cesàrova enačba –
Cesàrova sredina –
Cesàrova vsota –
Ceva, Giovanni –
Cevov izrek –
Cevov krog –
Cevov trikotnik –
Cevova daljica –
Cevova trisektrisa –
Chaitinova konstanta –
Champernowne, David Gawen –
Champernownova konstanta –
Chapman, Sydney –
Charlierovi polinomi –
Chasles, Michel –
Christodoulou, Demetrios –
Church, Alonzo –
Church-Rosserjev izrek –
Church-Turing-Deutschevo načelo – 
Church-Turingova teza –
Churchev izrek –
Chvátal, Václav –
Chvátalov graf –
cifra –
cikel –
cikel (graf)  –
ciklična grupa –
ciklična permutacija –
ciklična simetrija v treh razsežnostih –
ciklični graf –
cikloida –
ciklometrična funkcija – 
ciklometrično število –
ciklotomsko celo število –
cilinder –
cilindrični koordinatni sistem –
ciljna funkcija –
cirkulantni graf – 
cisoida –
Clausius, Rudolf Julius Emmanuel –
Clayjev matematični inštitut –
Clenshaw-Curtisova kvadratura –
Clifford, Alfred Hoblitzelle –
Cliffordova teorija –
Clifford, William Kingdon –
Clifford-Kleinova forma –
Cliffordov izrek o posebnih deliteljih –
Cliffordov torus –
Cliffordova algebra –
Cliffordova vzporednost –
Cockle, James –
Collatz, Lothar –
Collatzeva domneva –
Colson, John –
Conway, John Bligh –
Conway, John Horton –
Conwayjev zapis verižnih puščic –
Conwayjeva grupa –
Conwayjeva notacija poliedrov –
Conwayjeva verižna puščica –
Conwayjevo zaporedje –
Copeland, Arthur Herbert –
Copeland-Erdőseva konstanta –
Costa, Celso –
Costova ploskev –
Cotes, Roger –
Cotesova spirala –
Cours d'Analyse –
Coxeter, Harold Scott MacDonald –
Coxeter-Dinkinov diagram –
Coxeterjev element –
Coxetrov graf –
Coxeterjeva grupa –
Coxeterjeva matrika –
Coxeterjeva notacija –
Coxeterjevo število –
Cramer, Gabriel –
Cramerjev izrek –
Cramerjev paradoks –
Cramerjevo pravilo –
Cramér, Harald –
Cramér-von Misesov kriterij – 
Cramér–von Misesov test – 
Cramérjeva domneva –
Crelle, August Leopold –
Crelleova revija – 
Cullen, James –
Cullenovo praštevilo –
Cullenovo število –
Curry, Haskell Brooks –
Curryjev paradoks –
Cvetković, Dragoš –

## Č
Čanić, Sunčica –
Čang Heng –
čas Ljapunova –
časovni integral –
časovni odvod – 
če - potem –
če in le če –
če in samo če –
Čebišov, Pafnuti Lvovič –
Čebišov-Markov-Stieltjesove neenakosti –
Čech, Eduard –
Čen Džing Ran –
Čenovo praštevilo –
Čern, Šing-Šen –
Černe, Miran –
četrta potenca – 
četrtina –
četverec –
četverica –
četversko število – 
četverokotnik –
Či-Hong Sun –
Čin Čiu Šaj –
Čin Džjušao –
činitelj –
čista matematika –
Či-Vei Sun –
člen –
Čovla, Sarvadaman –
Čovla-Mordellov izrek –
črta –
Ču Čung Či – 
Ču Čungdži – 
Ču Šidžije – 
čudno število – 
Čudov, Lev Aleksejevič –

## D
Dajczer, Marcos –
daljica –
Dantzig, David van –
Darboux, Jean Gaston Darboux –
Darbouxjev integral –
Darbouxjev vektor –
Davenport, Harold –
Dawson, Robert James MacGregor –
de Bruijn-Newmanova konstanta –
De Morgan, Augustus –
De Morganova medalja –
De Morganovi zakoni –
de Spinadel, Vera Winitzky –
decimalni del – 
decimalni številski sistem – 
decimalno število – 
Dedekind, Julius Wilhelm Richard –
Dedekindov presek –
Dedekindov rez –
Dejnostrat –
Dejter, Italo José –
Dejterov graf –
De Donder, Théophile Ernest –
deficientno število – 
definibilno število – 
definicija –
definicijsko območje –
definitnost –
Degen, Carl Ferdinand –
Dehn, Max Wilhelm –
Dehn-Nielsenov izrek –
Dehn-Sommervilleove enačbe –
Dehnov algoritem –
Dehnov zasuk –
Dehnova invarianta –
Dehnova kirurgija –
Dehnova lema –
Dehnova ravnina –
Dejnostrat –
dekaeder –
Deligne, Pierre –
delitelj –
delitelj niča –
delitelj ničle – 
delitev daljice –
deljenje –
deljenje z nič –
deljenje z ostankom – 
deljivost –
deljivost (teorija kolobarjev) –
deljivost brez kvadrata –
delna množica –
delna vsota –
delno izračunljiva množica –
delno urejena množica –
delovanje grupe –
delski problem – 
deltaeder –
deltoid –
deltoida –
deltoidni heksekontaeder –
deltoidni ikozitetraeder –
Demisiani, Giovanni –
deranžma -
Descartes, René –
Descartesov list –
Descartesov oval –
Descartesova jajčnica – 
deset – 
deseterokotnik – 
deseterokotniško število – 
desetica –
desetina –
desettisočkotnik –
desetiški logaritem – 
desetiški logaritem števila 2 –
desetiški številski sestav – 
desetiški številski sistem –
desetiški ulomek –
desetiško število – 
desetkotnik – 
desetkotniško število – 
desetstrana bipiramida –
desetstrana prizma –
desni odvod –
determinanta –
devet – 
devetdeset – 
devetdesetkotnik –
deveterokotnik – 
deveterokotniško število – 
devetina –
Devetinpetdeset ikozaedrov –
devetiški številski sistem –
devetkotnik – 
devetkotniško število – 
devetnajst – 
devetnajstkotnik –
devetstrana prizma –
Devidé, Vladimir –
Devlin, Keith –
Deza, Michel Marie –
diadični monoid –
diagonala – 
diagonalna matrika –
diagram stelacije –
diameter – 
diara – 
diedrska grupa –
diedrska grupa reda 6 –
diedrska grupa reda 8 –
diedrska simetrija –
diedrska simetrija v treh razsežnostih –
diedrski kot –
difeomorfizem –
difeomorfizem Anosova –
diferenca – 
diferenciabilna mnogoterost –
diferencial –
diferencialna algebra –
diferencialna enačba –
diferencialna forma –
diferencialna Galoisova teorija –
diferencialna geometrija –
diferencialna geometrija krivulj –
diferencialna struktura –
diferencialna topologija –
diferencialni operator –
diferencialni račun –
difuzijska enačba –
Digges, Thomas –
digraf – 
dimenzija – 
dinamični biljardi –
dinamični pravokotnik –
dinamični sestav –
dinamični sistem –
Dinkin, Jevgenij Borisovič –
Dinkinov diagram –
Diofant –
diofantska analiza –
diofantska enačba –
diofantska množica –
Diokles –
Dioklesova cisoida –
Dionisidor –
dipiramida – 
Dirac, Gabriel Andrew –
Diracov izrek – 
Dirac, Paul Adrien Maurice –
Diracova funkcija delta –
direktni produkt –
direktrisa –
Dirichlet, Johann Peter Gustav Lejeune –
Dirichletov integral –
Dirichletov izrek –
Dirichletov izrek o aritmetičnih zaporedjih –
Dirichletov izrek o enotah –
Dirichletov karakter –
Dirichletova L-funkcija –
Dirichletova funkcija beta –
Dirichletova funkcija eta –
Dirichletova funkcija lambda –
Dirichletova konvolucija –
Dirichletova vrsta –
Dirichletovo jedro –
disdiakisni triakontaeder –
disfenoid –
disjunktna unija grafov –
disjunktni množici – 
diskretna Fourierova transformacija –
diskretna kosinusna transformacija –
diskretna grupa –
diskretna matematika –
diskretna slučajna spremenljivka –
diskretni logaritem –
diskretni prostor –
diskriminanta –
diskriminantna analiza –
distributivnost –
divergenca –
divergentna vrsta –
DMFA – 
Dobrušin, Roland Lvovič –
dodekaeder –
dodekaedrski graf –
dokaz –
dokaz Bertrandove domneve –
dokaz s protislovjem –
dokaz s sklepanjem –
dokaz z indukcijo – 
dokaz z neskončnim spustom –
dolga premica (topologija) –
določljivo število –
dolžina –
dolžina loka – 
dolžina loka krivulje – 
domena (teorija kolobarjev) –
domneva –
domneva kontinuuma –
domneva praštevilskih dvojčkov –
Domninos –
Donaldson, Simon Kirwan –
Doppler, Christian Andreas –
dotik –
dotikališče –
dotikalnica – 
Douglas, Jesse –
drevo (teorija grafov) –
drevo (teorija množic) –
drevo (teorija števil) –
drsna ravnina-
drsna simetrija – 
drsno zrcaljenje –
druga ekscentričnost –
druga izsrednost –
Društvo matematikov, fizikov in astronomov Slovenije –
družabno število –
družina krivulj –
družina politopov –
du Sautoy, Marcus –
dualni polieder –
dualni prostor –
dualno število –
dualnost –
Duhamel, Jean Marie Constant –
duocilinder – 
duoprizma – 
Dupin, Charles –
Dupinova ciklida –
Dupinova indikatrika –
dva – 
dvajset – 
dvajsetkotnik –
dvanajst – 
dvanajsti koren števila 2 –
dvanajstkotnik –
dvanajststrana prizma –
dvočlena relacija –
dvočlena operacija –
dvočleni operator –
dvočlenik – 
dvodelni graf –
dvojiška Golayjeva koda –
dvojiška matrika – 
dvojiška oktaedrska simetrija –
dvojiški logaritem – 
dvojiški številski sestav – 
dvojiški številski sistem –
dvojiško zaporedje –
dvojna fakulteta –
dvojna prizma – 
dvojni stožec –
dvojni ulomek –
dvojni valj – 
dvojno prisekavanje –
dvojno stohastična matrika –
dvokotnik –
dvorazmerje –
dvorazsežni prostor –
Džu Šidžje – 

## E
e –
Earnshaw, Samuel –
Eddington, Arthur Stanley –
edinstveno praštevilo –
Edison, Thomas Alva –
Edmonds, Jack –
Edmondsova matrika –
Edwards, Harold Mortimer –
egipčanski trikotnik –
egipčanski ulomek –
Ehrenfest, Paul –
Einstein, Albert –
Einsteinova uganka –
Eisenbud, David –
Eisenhart, Luther Pfahler –
Eisenstein, Ferdinand Gotthold Max –
Eisenstein-Kroneckerjevo število –
Eisensteinov ideal –
Eisensteinov izrek –
Eisensteinov kriterij –
Eisensteinov recipročnostni zakon – 
Eisensteinova recipročnost – 
Eisensteinova trojica –
Eisensteinova vsota –
Eisensteinove vrste –
Eisensteinovo celo število –
Eisensteinovo praštevilo –
ekscentričnost – 
eksplicitna funkcija –
eksponent –
eksponent matrike –
eksponentna funkcija –
eksponentni integral – 
ekstrem –
ekstrem funkcije –
ekstremalna kombinatorika –
ekvipolentnost –
ekvivalenčna relacija –
ekvivalenčni razred –
element –
element množice – 
elementarna algebra –
elementarna funkcija –
elementarna specialna funkcija –
elementarni dokaz –
elipsa –
elipsoid –
eliptična funkcija –
eliptična Gaussova vsota –
eliptična geometrija –
eliptična hiperboloida – 
eliptična krivulja –
eliptična parcialna diferencialna enačba –
eliptični integral –
eliptični logaritem –
Elkies, Noam David –
Embree-Trefethenova konstanta –
ena – 
enačaj –
enačba –
enačba Čebišova –
enačba četrte stopnje –
enačba Ljapunova –
enačba Markova –
enačba pete stopnje –
enačba tipa KPP –
enajst – 
enajstkotnik –
enajststrana prizma –
enakokotna spirala –
enakokotni mnogokotnik –
enakokraki trapez –
enakokraki trikotnik –
enakomerna konvergenca –
enakomerna zveznost –
enakostranični trikotnik –
enakostranični mnogokotnik –
enakostranični petkotnik –
enakost –
enakoštevčno število –
Encyclopedia of Mathematics –
Encyclopedia of Triangle Centers –
endomorfizem –
eneaeder –
Engel, Friedrich –
Engelov razvoj –
Engelova vrsta –
Engquist, Björn –
enica – 
eniški številski sistem –
Enneper, Alfred –
Enneperjeva ploskev –
enočlena operacija – 
enočlenik – 
enokotnik –
enolična funkcija –
enolična razcepitev –
enorazsežne simetrijske grupe –
enorazsežni prostor –
enostavna grupa –
enostavna Liejeva grupa –
enostavni verižni ulomek – 
enota –
enota (teorija kolobarjev) –
enotina stopnica –
enotni vektor – 
enotno popolno število –
enotska funkcija –
enotska grupa –
enotska hiperbola –
enotska kocka –
enotska krogla –
enotska matrika –
enotski interval –
enotski krog –
enotski ulomek –
enotski vektor –
enotski vektor smeri vektorja – 
Enriques, Federigo –
Enriques-Kodairova razvrstitev ploskev –
enumerativna geometrija –
enumerativna kombinatorika –
enumerativna teorija grafov –
epicikloida –
epispirala –
epitrohoida –
Eratosten –
Eratostenovo rešeto –
Eratostenovo sito –
Erdős, Paul –
Erdős-Borweinova konstanta –
Erdős-Burrova domneva –
Erdős-Faber-Lovászova domneva –
Erdős-Grahamova domneva –
Erdős-Gyárfásova domneva –
Erdős-Heilbronnova domneva –
Erdős-Kacev izrek –
Erdős-Mengerjeva domneva –
Erdős-Mordellova domneva –
Erdős-Radov izrek –
Erdős-Rubin-Taylorjeva domneva –
Erdős-Stewartova domneva –
Erdős-Strausova domneva –
Erdős-Turanova domneva –
Erdős-Wintnerjev izrek –
Erdős-Woodsova domneva –
Erdőseva domneva o deljivosti brez kvadrata –
Erdősevo število –
ergodičnost –
ergodična teorija –
Erlang, Agner Krarup –
Erlangenski program –
Esclangon, Ernest Benjamin –
Esson, William –
Ettingshausen, Andreas von –
Euler, Leonhard –
Euler-Boolova vsota –
Euler-Darbouxjeva enačba –
Euler-Maclaurinova formula –
Euler-Maclaurinova metoda seštevanja –
Euler-Mascheronijeva konstanta –
Euler-Poincaréjeva karakteristika – 
Euler-Poisson-Darbouxjeva enačba –
Euler-Riemannova funkcija zeta – 
Eulerjev diagram –
Eulerjev disk –
Eulerjev integral –
Eulerjev izrek –
Eulerjev izrek o poliedrih –
Eulerjev izrek za vrtenje –
Eulerjev kriterij –
Eulerjev kvader –
Eulerjev obrazec –
Eulerjev obhod –
Eulerjev polinom –
Eulerjev produkt –
Eulerjev sistem –
Eulerjeva domneva –
Eulerjeva enačba –
Eulerjeva enačba četrte stopnje –
Eulerjeva enakost štirih kvadratov –
Eulerjeva funkcija –
Eulerjeva funkcija fi –
Eulerjeva funkcija gama – 
Eulerjeva karakteristika –
Eulerjeva mera –
Eulerjeva opeka –
Eulerjeva premica –
Eulerjeva sumacijska metoda – 
Eulerjeva srečna števila –
Eulerjeva transformacija –
Eulerjeva vsota –
Eulerjevi koti –
Eulerjevo število –
eulerjevski logaritemski integral – 
Euwe, Max –
Evans, Griffith Conrad –
Evans, Lawrence Craig –
Evdem –
Evdoks –
Evdoksova kampila –
Evklid –
Evklid-Eulerjev izrek –
Evklid-Mullinovo zaporedje –
Evklidov algoritem –
Evklidova izreka – 
Evklidov izrek o praštevilih –
Evklidova lema –
Evklidovo število –
evklidska geometrija –
evklidska grupa –
evklidska metrika – 
evklidska norma –
evklidska ravnina –
evklidska razdalja – 
evklidski prostor –
evklidski vektor – 
evolventa –
evolventa krožnice – 
evoluta –
Evropski matematični Kenguru –
Evtokij –
Exetrova točka –

## F
Faà di Bruno, Francesco –
Faà di Brunova formula –
faceta –
facetiranje –
Faddejev, Ljudvig Dimitrijevič –
faktor –
faktoriela –
faktorizacija –
faktorska grupa –
fakulteta –
Fakulteta za matematiko, naravoslovje in informacijske tehnologije Koper –
Fakulteta za matematiko in fiziko v Ljubljani –
Fakulteta za naravoslovje in matematiko v Mariboru –
fakultetno praštevilo –
Faltings, Gerd –
Fano, Gino –
Fantappiè, Luigi –
Fareyjevo zaporedje –
Farisi, Al- –
Favard, Jean –
Favardova konstanta –
Faudree, Ralph Jasper –
Faulhaberjeva formula –
Fefferman, Charles Louis –
Feigenbaum, Mitchell Jay –
Feigenbaumova konstanta – 
Feigenbaumovi konstanti –
Feit, Walter –
Feller, Vilim Srečko –
Fermat, Pierre de –
Fermatov izrek o mnogokotniških številih –
Fermatov izrek o pravokotnem trikotniku –
Fermatov izrek o stacionarnih točkah –
Fermatov izrek o vsoti dveh kvadratov –
Fermatov mali izrek –
Fermatov veliki izrek –
Fermatov zadnji izrek – 
Fermatova krivulja –
Fermatova spirala –
Fermatovo praštevilo –
Fermatovo število –
Ferrari, Lodovico –
Ferro, Scipione del –
Fet, Abram Iljič –
Feuerbachova krožnica – 
Feuerbachova točka –
Feynman, Richard Phillips –
Feynman-Kaceva formula –
Fibonacci, Leonardo –
Fibonaccijeva enakost –
Fibonaccijevo število –
Fibonaccijevo zaporedje –
Fieldenova stolica za čisto matematiko –
Fieldsova medalja –
figurativno število –
Fihtengolc, Grigorij Mihajlovič –
fiksna točka – 
Filippov, Aleksej Fjodorovič –
Filolaj –
Filon –
filter –
Fincke, Thomas –
Fine, Henry Burchard –
Finkel, Benjamin Franklin –
Fisher, Michael Ellis –
Fiske, Thomas Scott –
Fjodorov, Jevgraf Stepanovič –
Florenski, Pavel Aleksandrovič –
FMF –
Foguel, Tuval –
Fok, Vladimir Aleksandrovič –
foliacija –
Folkman, Jon –
Folkmanov graf –
Fomenko, Anatolij Timofejevič –
Fomin, Sergej Vasiljevič –
Ford, Lester Randolph –
Fordov krog –
Ford, Lester Randolph mlajši –
formalna potenčna vrsta –
formula –
formula BBP – 
Forsyth, Andrew Russell –
Fourier, Joseph –
Fourierov integral –
Fourierova analiza –
Fourierova transformacija –
Fourierova vrsta –
Fourierovo število –
Fourierovo zaporedje –
Fowler, Ralph Howard –
Fraenkel, Adolf Abraham Halevi –
Fraenkel, Aviezri –
fraktal –
fraktal Ljapunova –
fraktalna geometrija –
fraktalna razsežnost –
Franel-Landauov izrek –
Frank, Philipp –
Frattini, Giovanni –
Frattinijeva podgrupa –
Fréchet, Maurice René –
Fredholm, Erik Ivar –
Freedman, Michael Hartley –
Frege, Friedrich Ludwig Gottlob –
Frenet, Jean Frédéric –
Frénicle de Bessy, Bernard –
Frenkel, Igor Borisovič –
Fresnelov integral –
Fresnelova transformacija –
Frézier, Amédée-François –
Friedlander, John Benjamin –
Fridman, Aleksander Aleksandrovič –
Friedmanovo število –
Friedrichs, Kurt Otto –
Frisius, Johannes Acronius –
Frisius, Regnier Gemma –
frizijska grupa –
Frobenius, Ferdinand Georg –
Fröhlich, Jürg –
Fuchs, Lazarus Immanuel –
fundamentalna domena –
fundamentalna grupa – 
funkcija –
funkcija beta –
funkcija Čebišova –
funkcija deliteljev –
funkcija digama –
funkcija gama –
funkcija identitete –
funkcija kvantilov –
funkcija Ljapunova –
funkcija Minkowskega –
funkcija napake –
funkcija omega –
funkcija poligama –
funkcija predznaka –
funkcija sigma –
funkcija theta –
funkcija trigama –
funkcija verjetnosti –
funkcija Z –
funkcijska enačba –
funkcijska vrsta –
funkcionalna analiza –
funktor –
Furstenberg, Hillel –
Furstenberg-Sárközyjev izrek –
Fuss, Nicolaus –
Fuss, Pavel Nikolajevič –

## G
Galilei, Galileo –
Galilejeva grupa –
Galilejeva spirala –
Galilejeva transformacija –
Galois, Évariste –
Galoisova povezava –
Galoisova teorija –
Gårding, Lars –
Gardner, Martin –
Gauss –
Gauss, Carl Friedrich –
Gauss-Jordanova eliminacija –
Gauss-Jordanova metoda –
Gauss-Kronrodova kvadraturna formula –
Gauss-Kuzminova porazdelitev –
Gauss-Legendrov algoritem –
Gauss-Wantzlov izrek –
Gaussov integral napak –
Gaussov izrek –
Gaussov oklepaj –
Gaussov problem o krogu –
Gaussov verižni ulomek –
Gaussova diferencialna enačba – 
Gaussova eliminacijska metoda –
Gaussova funkcija –
Gaussova hipergeometrična funkcija – 
Gaussova konstanta –
Gaussova krivulja –
Gaussova lema –
Gaussova lema (polinomi) –
Gaussova lema (teorija števil) –
Gaussova porazdelitev verjetnosti –
Gaussova ravnina – 
Gaussova ukrivljenost –
Gaussova vsota –
Gaussovo celo število –
Gaussovo praštevilo –
Gaussovo število – 
gaussovska mera –
Gegenbauer, Leopold –
Gegenbauerjevi polinomi –
Gelfand, Izrail Mojisejevič –
Gelfand-Mazurjev izrek –
Gelfond, Aleksander Osipovič –
Gelfond-Schneiderjeva konstanta –
Gelfondova konstanta –
Gellibrand, Henry –
Gemin –
generativna funkcija –
generator –
generatorska matrika –
generatrisa –
Gentzen, Gerhard –
geodetka – 
geodetska črta – 
Geometriae Dedicata –
geometrična kombinatorika –
geometrična sredina – 
geometrična teorija grup –
geometrična teorija mere –
geometrična teorija števil – 
geometrična topologija – 
geometrična vrsta – 
geometrično mesto – 
geometrično zaporedje – 
geometrija –
geometrija mrež –
geometrija premic –
geometrija števil –
geometrijska algebra –
geometrijska konstrukcija – 
geometrijska sredina – 
geometrijska teorija števil – 
geometrijska topologija – 
geometrijska vrsta – 
geometrijski lik –
geometrijsko mesto točk –
geometrijsko telo –
geometrijsko zaporedje – 
Gergonnova točka –
Germain, Sophie –
Gerono, Camille-Christophe –
Geronova lemniskata –
Geršgorin, Semjon Aranovič –
Getaldić, Marin –
giracija –
giroid –
giro podaljšana kvadratna bipiramida –
giro podaljšana kvadratna piramida –
giro podaljšana tristrana bikupola –
giro podaljšana tristrana kupola –
Gjunter, Nikolaj Maksimovič –
gladka funkcija –
gladka mnogoterost –
gladko število –
Glaisher, James Whitbread Lee –
Glaisherjev izrek –
Glaisher-Kinkelinova konstanta –
glavna diagonala –
glavna ukrivljenost –
glavna vejitev –
Gleason, Andrew Mattei –
Glimm, James Gilbert –
Gödel, Kurt –
Gödlov izrek o neodločljivosti –
Gödlova izreka o nepopolnosti –
Gödlovo število –
Golay, Marcel Jules Edouard –
Golayjeva koda –
Goldbach, Christian –
Goldbachova domneva –
Goldbachova šibka domneva –
Goldbergov polieder –
gömböc –
Gompertz, Benjamin –
Gompertzeva konstanta –
goniometrična enačba –
goniometrična funkcija –
goniometrija –
Goodstein, Reuben Louis –
Goodsteinov izrek –
Goodwin-Statonov integral –
Gordan, Paul Albert –
Gosper, Bill –
Gosperjeva krivulja –
Gosset, William Sealey –
gosta množica –
gostota (geometrija) –
gostota verjetnosti –
Goursat, Édouard –
Gowers, William Timothy –
Grabiner, Judith Victor –
Gradić, Stjepan –
gradient –
graf –
graf (matematika) –
graf funkcije –
graf prirezane kocke –
graf prirezanega dodekaedra –
graf prisekane kocke –
graf prisekanega dodekaedra –
graf prisekanega ikozaedra –
graf prisekanega ikozidodekaedra –
graf prisekanega kubooktaedra –
graf prisekanega oktaedra –
graf prisekanega tetraedra –
Graham, Ronald Lewis –
Grahamovo število –
Gram, Jørgen Pedersen –
Gram-Schmidtov proces –
Gramova matrika –
Gramova točka –
Grandi, Luigi Guido –
Grandijeva vrsta –
Granville, Andrew –
Graphs and Combinatorics –
Grassmann, Hermann Günther –
Grassmann-Cayleyjeva algebra –
Graves, John Thomas –
Green, Ben Joseph –
Green-Taojev izrek –
Green, George –
Greenova funkcija –
Gregory, James –
Gregoryjevo število –
Grinbergs, Emanuels –
Grinbergsov izrek –
Grisogono, Fridrik –
Grossmann, Marcel –
Grothendieck, Alexander –
grške številke –
grško-latinski kvadrat –
grupa –
grupa izometrij –
grupa na premici –
grupa osmerka –
grupa par –
grupa permutacij – 
grupa preslikav s pokritjem –
grupa simetrije – 
grupa simetrij – 
grupa vozla –
grupa vrtenj –
grupni objekt –
grupoid –
grupoid (teorija kategorij) –
Gudermann, Christoph –
Gudermannova funkcija –
Guldin, Paul –
Guo Šoudžing –

## H
Haar, Alfréd –
Haarova mera –
Hačijan, Leonid Genrihovič –
Hadamard, Jacques Salomon –
Hadamardov izrek o treh krožnicah –
Hadamardova koda –
Hadamardova matrika –
Hadamardova transformacija –
Hagen, Johann George –
Hahn, Hans –
Hahn-Banachov izrek –
ibn al-Haitam –
Hajam, Omar –
Hajnal, András –
Hall, Marshall –
Hall, Philip –
Halley, Edmond –
Hamel, Georg –
Hamelova razsežnost –
Hamilton, Richard Streit –
Hamilton, William Rowan –
Hamiltonov cikel –
Hamiltonova funkcija –
Hamiltonova pot –
Hamming, Richard Wesley –
Hammingova koda –
Hankel, Hermann –
Hankelova funkcija –
Hankelova kontura –
Hankelova matrika –
Hankelova transformacija –
hanojski stolpi – 
Harary, Frank –
Hardy, Godfrey Harold –
Hardy-Ramanudžanov izrek –
Hardy-Ramanudžanovo število – 
harmonična analiza –
harmonična četverka –
harmonična sredina –
harmonična vrsta –
harmonično število –
Harshadovo število –
Hartleyjeva transformacija –
Hartree, Douglas Rayner –
Hasse, Helmut –
Hassejev diagram –
Håstad, Johan –
Hausdorff, Felix –
Hausdorff-Bezikovičeva razsežnost –
Hausdorffov prostor –
Hausdorffova mera –
Hausdorffova razsežnost – 
Heath-Brown, Roger –
Heaviside, Oliver –
Heavisidova funkcija – 
Heavisidova koračna funkcija – 
Heavisidova skočna funkcija – 
hebrejske številke –
Hecke, Erich –
Heckejev operator –
Hedetniemi, Stephen Travis –
Hedetniemijeva domneva –
Heegner, Kurt –
Heegnerjeva lema –
Heegnerjeva točka –
Heegnerjevo število –
Heine, Eduard –
Heine-Borelov izrek –
heksaeder –
heksaedrski graf – 
heksagon – 
heksagram –
heksahemioktakron –
heksahoron – 
helikoid –
Hellins, John –
Helmholtz, Hermann Ludwig Ferdinand von –
Helmholtzev razstavitveni izrek – 
Helmholtzev dekompozicijski izrek – 
hemidodekaeder – 
hemiikozaeder – 
hemikocka – 
hemioktaeder – 
hemipolieder – 
hendekaeder –
hendekagon – 
Hénonova preslikava –
heptaeder –
heptagon – 
Herman Koroški –
Hemsterhuis, Tiberius –
Hermite, Charles –
Hermite-Lindemann-Weierstassov izrek –
Hermite-Lindemannov izrek –
Hermitov izrek –
Hermitov polinom –
hermitska matrika –
hermitski operator –
Heron –
Heronov štirikotnik –
Heronova enačba –
Heronova metoda – 
heronski trikotnik –
Herschlov graf –
Hesse, Ludwig Otto –
Hessejeva matrika –
Heun, Karl –
Heunova enačba –
Heunova funkcija –
Heunova metoda –
Heuraet, Hendrik van –
Higgsovo praštevilo –
Higham, Nicholas John –
Hilbert, David –
Hilbert-Speiserjev izrek –
Hilbert-Waringov izrek –
Hilbertov izrek 90 –
Hilbertov izrek o ničlah –
Hilbertov paradoks velikega hotela –
Hilbertov prostor –
Hilbertov prostor z reprodukcijskim jedrom –
Hilbertov simbol –
Hilbertova kocka –
Hilbertova krivulja –
Hilbertova matrika –
Hilbertova transformacija –
Hilbertovi problemi –
Hilbertovo število – 
Hill, George William –
Hillova determinanta –
Hillova enačba –
Hinčin, Aleksander Jakovljevič –
Hinčin-Lévyjeva konstanta – 
Hinčinov izrek –
Hinčinova harmonična sredina –
Hinčinova konstanta –
Hipas –
Hipatija –
hiperbola –
hiperbolična funkcija –
hiperbolična geometrija –
hiperbolična parcialna diferencialna enačba –
hiperbolična ravnina – 
hiperbolična spirala –
hiperbolične koordinate –
hiperbolični kosekans –
hiperbolični kosinus –
hiperbolični kotangens –
hiperbolični kvaternion –
hiperbolični prostor –
hiperbolični sekans –
hiperbolični sinus –
hiperbolični tangens –
hiperbolično število –
hiperboloid –
hipercelica –
hipercelo število –
hiperfakulteta –
hipergeometrična diferencialna enačba – 
hipergeometrična enačba –
hipergeometrična funkcija – 
hipergeometrična porazdelitev –
hipergeometrična vrsta –
hipergraf –
hiperkocka –
hiperkompleksno število –
hiperoktaedrska grupa –
hiperploskev –
hiperpopolno število –
hiperpovršina –
hiperravnina –
hiperrealno število –
hipersfera –
hipertranscendentno število –
Hipija –
Hipijeva kvadratrika –
hipocikloida –
hipohamiltonov graf –
Hipokrat –
hipopeda –
hipotenuza –
hipoteza –
hipotrohoida –
Hipsiklej –
Hirn, Gustave-Adolphe –
Historia Mathematica –
hitra Fourierova transformacija –
Hočevar, Franc –
Hoffman-Singletonov graf –
Hoffmanov graf –
Hölder, Otto Ludwig –
holomorfna funkcija –
Holtov graf –
homeomorfizem –
homeomorfizem grafov –
homogena Lorentzeva grupa – 
homogen prostor –
homogene koordinate –
homogeni polinom –
homogenost –
homološka grupa –
homološki obroč –
homomorfizem –
homomorfizem grafov –
homomorfizem grupe –
homomorfizem kolobarja –
homotopija –
Hopfova algebra –
l'Hôpital, Guillaume de –
l'Hôpitalovo pravilo –
l'Hospitalovo pravilo – 
Hopper, Grace –
Horner, William George –
Hornerjev algoritem –
Hortonov graf –
Hove, Maarten van den –
Howard, William Alvin –
Hoyle, Fred –
hozoeder –
Hugoniout, Pierre Henri –
hudičeva krivulja –
Humbertov izrek –
Hurwitz, Adolf –
Hurwitzev izrek o avtomorfizmu –
Hurwitzeva funkcija zeta –
Hurwitzeva matrika –
Hurwitzeva ploskev –
Huttonova enačba –
Huygens, Christiaan –

## I
ideal –
ideal kolobarja – 
idealski faktor –
idealsko število –
idempotentnost –
idempotentna matrika –
identična matrika –
identična transformacija –
identiteta – 
ikozaeder –
ikozaedrska simetrija –
ikozaedrski graf –
ikozidodekaeder –
ikozikaitetragon – 
ikozitetragon – 
imaginarna enota –
imaginarna os –
imaginarno število –
imena števil –
imenovalec –
imerzija –
implicitna enačba –
implicitna funkcija –
Imšenecki, Vasilij Grigorjevič –
incidenčna matrika –
indijske številke –
indikator –
inducirani podgraf –
infinitezimala –
infinitezimalni račun –
Ingham, Albert Edward –
injektivna preslikava –
injektivni kogenerator –
Inštitut za matematiko, fiziko in mehaniko –
integrabilna funkcija –
integracija po delih –
integracija z uvedbo nove spremenljivke –
integracijska konstanta – 
integracijski interval –
integral –
integral Čebišova –
integralna eksponentna funkcija – 
integralna funkcija –
integralni graf – 
integralni logaritem – 
integralni račun –
integralni sinus –
integralska enačba –
integralska funkcija –
integralska transformacija –
integralski logaritem – 
integrand –
interpolacija –
interval –
intuicionizem –
invarianta –
invarianta grafa –
invarianta j – 
invariantna točka – 
inverz –
inverzija –
inverzija točke –
inverzivna geometrija –
inverzna funkcija –
inverzna matrika – 
inverzni element – 
involucija –
involutarna matrika –
iracionalna enačba –
iracionalno število –
iregularno praštevilo –
I Sin –
istosrediščnost – 
iteracija –
iteracija (matematika) –
iterirana funkcija –
Ivasava, Kenkiči –
Ivasavova teorija –
Kenneth Eugene Iverson –
Iversonov oklepaj –
Ivory, James –
Iwaniec, Henryk –
izbočeni kot –
izhodišče –
Izidor iz Mileta –
izjavna forma –
izjavna logika –
izjemno obilno število –
izmenična kota –
izoedrska oblika –
izogonalna oblika –
izogonalna trajektorija –
izohipsa –
izohrona krivulja – 
izolirana točka –
izometrija – 
izomorfizem –
izomorfizem grafov –
izomorfizem grupe –
izoperimetrična neenakost – 
izoperimetrični problem – 
izotoksalna oblika –
izotopizem –
izpeljana grupa –
izračunljiva množica –
izračunljivo število –
izraz –
izraz z oklepaji –
izredno zelo sestavljeno število –
izrek –
izrek Aleksandrova –
izrek Bertranda in Čebišova – 
izrek Cartwrightove –
izrek Cauchyja in Kovalevske –
izrek Čebišova – 
izrek Gaussa in Markova –
izrek Gaussa in Ostrogradskega –
izrek Hasseja in Minkowskega –
izrek glavne limite –
izrek gostote Čebotareva –
izrek Kovalevske –
izrek Kuratowskega –
izrek Minkowskega –
izrek monodromije –
izrek o dobri urejenosti –
izrek o dotikalnici – 
izrek o dveh barvah –
izrek o enoličnem razcepu –
izrek o gostoti praštevil – 
izrek o implicitni funkciji –
izrek o katetah – 
izrek o kolobarju –
izrek o končnem prirastku funkcije – 
izrek o modularnosti –
izrek o negibni točki –
izrek o nepomični točki – 
izrek o neskončni opici –
izrek o obodnem kotu –
izrek o ostankih – 
izrek o praštevilih –
izrek o petih barvah – 
izrek o petkotniških številih –
izrek o povprečni vrednosti – 
izrek o potenci točke –
izrek o residuih –
izrek o sečnicah – 
izrek o sekantah – 
izrek o simetrali kota –
izrek o štirih barvah – 
izrek o štirih temenih –
izrek o tangenti – 
izrek o tetivah –
izrek o vmesni vrednosti – 
izrek omejenosti funkcije –
izrek petih barv – 
izrek sedmih krožnic –
izrek Skolema in Noetherjeve –
izrek štirih barv – 
izrek vmesne vrednosti –
izreki izomorfizma –
izreki skladnosti –
izrojenost – 
izrojena porazdelitev –
izsek –
izsrednost – 
iztegnjeni kot –

## J
j-invarianta – 
Jacobi, Carl Gustav Jakob –
Jacobijev operator –
Jacobijev simbol –
Jacobijevi polinomi –
Jacobijeva determinanta – 
Jacobijeva diferencialna enačba –
Jacobijeva enakost –
Jacobijeva funkcija theta –
Jacobijeva matrika –
Jacobijeva matrika in determinanta –
Jakub ibn Tarik –
Jang Hui –
Janko, Zvonimir –
japonske številke –
Jeans, James Hopwood –
Jeffreys, Harold –
Jegorov, Dimitrij Fjodorovič –
John, Fritz –
Johnova transformacija – 
Johnson, Norman –
Johnsonov graf –
Johnsonovo telo –
Jonquières, Ernest de –
Jordan, Ernst Pascual –
Jordan, Marie Ennemond Camille –
Jordan-Schönfliesov izrek – 
Jordanov krivuljni izrek –
Jordanov mnogokotnik – 
Jordanova mera –
Journal für die Reine und Angewandte Mathematik – 
Journal of Approximation Theory –
Journal of Graph Theory –
Journal of Inequalities and Applications –
Journal of Mathematical Analysis and Applications –
Journal of Number Theory –
Julia, Gaston Maurice –
Juliajeva množica –
ibn Junis –
junktor –

## K
k-celica –
Kac, Mark –
Kagan, Venjamin Fjodorovič –
Kakeja, Soiči –
Kakejev problem igle –
kalkulator –
Kampen, Egbert van –
Kamran, Niky –
kanonizacija grafa –
kanonska baza – 
kantelacija –
Kantorovič, Leonid Vitaljevič –
kaotična dinamika –
Kaprekar, Šri Datatreja Ramačandra –
Kaprekarjevo število –
Kapoor, Šašičand Fatehčand –
karakterizacija –
karakteristična funkcija –
karakteristična funkcija (konveksna analiza) –
karakteristična funkcija verjetnostne porazdelitve –
karakteristični eksponent Ljapunova –
karakteristični polinom –
karakteristično število Ljapunova –
Karamata, Jovan –
kardinalno število –
kardinalnost – 
kardinalnost kontinuuma –
kardioida – 
Kármán, Theodore von –
Karnaughov graf –
Karpos –
kartezični koordinatni sistem –
kartezični oval – 
kartezični produkt –
kartezični produkt grafov –
Kästner, Abraham Gotthelf –
kategorija –
kategorija (matematika) –
kategorija množic –
katenoid –
kateta –
Katjajana –
Ke Čao –
Keithovo število –
Kepler, Johannes –
Kepler-Bouwkampova konstanta – 
Kepler-Poinsotov polieder – 
Kepler-Poinsotovo telo – 
Keplerjev trikotnik –
Kesten, Harry –
kiralnost –
Kirkman, Thomas Penyngton –
Kirkmanov problem o učenki –
kistetraeder – 
kitajske številke –
kitajski izrek o ostankih –
Klainerman, Sergiu –
Klarreich, Erica –
klasična modularna krivulja –
klasični Hamiltonov kvaternion –
klasifikacija končnih enostavnih grup –
klasifikacija Petrova –
Klee, Victor LaRue –
Kleen, Stephen Cole –
Kleene-Rosserjev paradoks –
Kleenejev izrek o negibni točki –
Kleenejeva algebra –
Klein –
Klein, Felix –
Klein, Felix Christian –
Kleinov četverček – 
Kleinov kvadrik –
Kleinov kvartik –
Kleinova grupa –
Kleinova steklenica –
Kleinova štirikratna grupa –
Klingenove Eisensteinove vrste –
klin –
klinasto število –
klitop –
klotoida –
Knaster, Bronisław –
Kneser, Adolf –
Kneser, Hellmuth –
Kneserjev graf –
Knjiga lem –
Knödel, Walter –
Knödlovo število –
Knott, Cargill Gilston –
Knuth, Donald –
Knuthov zapis z dvignjeno puščico –
Kochański, Adam Adamandy –
Kochova krivulja –
kocka –
kocka Tihonova –
kockin graf –
Kodaira, Kunihiko –
Kodairova razsežnost –
koeficient –
kofaktor –
kohleoida –
kohomologija obsega –
kohomološka grupa –
koincidenčna točka –
kokvaternion –
količnik –
kolinearne točke –
kolinearnost –
Kolmogorov, Andrej Nikolajevič –
kolobar – 
kolobar (algebra) –
kolobar (geometrija) – 
kolobar množic –
kolobar Noetherjeve –
kolobar period –
kolobarski ideal –
kombinacija –
kombinatorična konstrukcija –
kombinatorična optimizacija –
kombinatorična preslikava –
kombinatorika –
kompaktifikacija –
kompaktna množica –
kompaktni operator –
kompaktni prostor –
kompaktni obseg –
komplanarnost –
kompleksija –
kompleksna analiza –
kompleksna premica –
kompleksna projektivna ravnina –
kompleksna ravnina –
kompleksni logaritem –
kompleksni prostor –
kompleksno število –
kompleksnost Kolmogorova –
komplement –
komplement grafa –
komplement množice –
komplementarna množica –
komplementarni graf –
komplanarnost –
kompozicija –
kompozitum funkcij –
komutacijska matrika –
komutativna algebra –
komutativni monoid –
komutativni obseg –
komutativnost –
koncentričnost –
Koncevič, Maksim Lvovič –
končna grupa –
končna množica –
končna razlika –
končna razširitev –
končni obseg –
končnoporojena Abelova grupa –
konfiguracija oglišča –
konfiguracija stranskih ploskev –
konformna preslikava –
konformna transformacija –
konfluentna hipergeometrična funkcija –
kongruenca –
kongruenca (geometrija) –
kongruenčna enačba –
kongruenčna relacija –
kongruentno število – 
kongruum –
konhoida –
Kőnig, Dénes –
konjugirano kompleksno število –
konkavna funkcija –
konkavna množica –
konkurentne premice –
Konon –
konstanta –
konstanta integracije – 
konstanta omega –
konstanta praštevilskih dvojčkov –
konstrukcija Kochańskega –
konstrukcije z ravnilom in šestilom – 
konstruktabilna točka –
konstruktibilne točke –
konstruktabilno število –
konstruktivizem –
kontinuum –
kontinuum (teorija množic) –
kontinuum (topologija) –
konveksna funkcija –
konveksna krivulja –
konveksna lupina – 
konveksna množica –
konveksna ogrinjača – 
konveksni polieder –
konveksni politop –
konveksno uniformno satovje –
konvergenca –
konvergenčni polmer –
konvergent –
konvergentna matrika –
konvergentna vrsta –
Koopman, Bernard Osgood –
koordinatni sistem –
koordinatno izhodišče –
koplementarni kot –
koračna funkcija – 
korelacijska matrika –
koren –
koren enote –
korenjenje –
korenova črta – 
korenska črta – 
Korkin, Aleksander Nikolajevič –
Korteweg, Diederik Johannes –
Korteweg-de Vriesova enačba –
kosekans –
kosinus –
kosinus versus –
kosinusni integral – 
kosinusni izrek –
kosoma linearna mnogoterost –
kot – 
kot nič –
kotangens –
Kotelnikov, Aleksander Petrovič –
kotna ekscentričnost –
kotna funkcija –
kotna izsrednost –
kotna stopinja –
kotni primanjkljaj –
Kovalevska, Sofja Vasiljevna –
kovariančna matrika –
kovinska sredina – 
kovinsko število – 
krajišče –
Kramp, Christian –
krat –
Kravčuk, Mihajlo Pilipovič –
Kravčukovi polinomi –
Kravčukove matrike –
kritična premica –
krivočrtne koordinate –
krivulja –
krivulja ampersand –
krivulja četrte stopnje –
krivulja Minkowskega –
krivulja s konstantno širino –
krivulja Sierpińskega –
krivulja šeste stopnje –
krivulja tretje stopnje –
krivulja zapolnjevanja prostora – 
krivuljni integral –
Križanič, France –
križna antiprizma – 
križna kapica –
krog –
krog devetih točk –
krogelna funkcija –
krogla –
kromatični indeks –
kromatično število –
Kronecker, Leopold –
Kroneckerjev izrek –
Kroneckerjev produkt –
Kroneckerjev simbol –
Kroneckerjev simbol delta – 
Kroneckerjev tenzor – 
Kroneckerjeva delta – 
Kroneckerjeva množica –
krožna algebrska krivulja –
krožna funkcija – 
krožna matrika –
krožne točke v neskončnosti –
krožni kolobar – 
krožni izsek –
krožni graf – 
krožni lok –
krožni odsek –
krožnica –
krožnica devetih točk –
Kruskal, Martin David –
Ksenokrat –
kub – 
kubična enačba –
kubična funkcija –
kubična ravninska krivulja –
kubični graf –
kubični koren –
kubično število – 
Kubilius, Jonas –
kubiprisekan kubooktaeder –
kubno praštevilo –
kubohemioktaeder –
kuboid – 
kuboktaeder – 
kubooktaeder –
Kučera, Oton –
Kummer, Ernst Eduard –
kupola –
Kuratowski, Kazimierz –
Kurepa, Đuro –
Kurepov kontinuum –
Kurepovo drevo –
Kurepa, Svetozar –
Kušner, Boris Abramovič –
Kutta, Martin Wilhelm –
kvader – 
kvadrat –
kvadrat (algebra) –
kvadrat (geometrija) –
kvadrat Sierpińskega –
kvadratični reciprocitetni zakon – 
kvadratna antiprizma –
kvadratna enačba –
kvadratna forma –
kvadratna kupola –
kvadratna matrika –
kvadratna piramida – 
kvadratni koren –
kvadratni koren števila 2 – 
kvadratni koren števila 3 – 
kvadratni koren števila 5 –
kvadratni obseg –
kvadratni ostanek –
kvadratni polinom – 
kvadratni prisekani trapezoeder –
kvadratni recipročnostni zakon – 
kvadratno iracionalno število –
kvadratno piramidno število –
kvadratno število –
kvadratno tlakovanje –
kvadratrika –
kvadratrisa – 
kvadratura –
kvadratura (matematika) –
kvadratura kvadrata –
kvadratura kroga –
kvadratura parabole –
kvadrik –
kvadrik (projektivna geometrija) –
kvadriranje –
kvartični graf –
kvaternion –
kvaternionska grupa –
kvaternionska Juliajeva množica –
kvazidiedrska grupa –
kvazigrupa –
kvazipravilni polieder –
kvocient –
kvocientna grupa –
kvocientna množica –
kvocientni kolobar –
kvocientni obseg –

## L
L-funkcija –
L-sistem – 
L-vrsta – 
La Vallée Poussin, Charles-Jean de –
La Vallée Poussinov graf –
Ladiženska, Olga Aleksandrovna –
Lagarias, Jeffrey –
Lagrange, Joseph-Louis de –
Lagrange-Bürmannova enačba –
Lagrangeev izrek –
Lagrangeev izrek (matematična analiza) – 
Lagrangeev izrek (teorija grup) –
Lagrangeev izrek (teorija števil) –
Lagrangeev izrek obratne funkcije –
Lagrangeev izrek štirih kvadratov –
Lagrangeev mmnožitelj – 
Lagrangeev multiplikator – 
Lagrangeev polinom –
Lagrangeeva enakost –
Lagrangeeva funkcija –
Lagrangeeva interpolacijska enačba –
Lagrangeevo število –
lakuna Petrovskega –
Laman, Gerard –
Lamanov graf –
Lambert, Johann Heinrich –
Lambertova funkcija W –
Lambertova vrsta –
Lanczos, Cornelius –
Lanczosev algoritem –
Lanczoseva aproksimacija –
Landau, Edmund –
Landau-Ramanudžanova konstanta –
Landauov izrek o praštevilskih idealih –
Landauov simbol – 
Landauova funkcija –
Landauovi problemi –
Landis, Jevgenij Mihajlovič –
Lang, Serge –
Lange, Leo Jerome –
Langer, Rudolf Ernest –
Langlands, Robert –
Langlandsov program –
Langren, Michael Florent van –
Laplace, Pierre-Simon –
Laplace-Stieltjesova transformacija –
Laplaceova diferencialna enačba –
Laplaceova enačba –
Laplaceova matrika –
Laplaceova transformacija –
lastna množica –
lastna vrednost –
lastni vektor –
lastnost Markova –
Laurentova vrsta –
latinski kvadrat –
latinski pravokotnik –
Laugwitz, Detlef –
Laurent, Pierre Alphonse –
Laurentov polinom –
Laurentova vrsta –
Lax, Peter David –
Lebesgue, Henri Léon –
Lebesgue-Stieltjesov integral –
Lebesguov integral –
Lebesguova mera –
Lefschetz, Solomon –
Lefschetzov izrek o hiperravnini –
Lefschetzov izrek o negibni točki –
Lefschetzova dualnost –
Lefschetzovo število –
Legendre, Adrien-Marie –
Legendrov simbol –
Legendrova domneva –
Legendrova enačba –
Legendrova funkcija –
Legendrova funkcija hi –
Legendrova konstanta –
Legendrova transformacija –
Legendrovi polinomi –
Lehman, Russell Sherman –
Lehmanov faktorizacijski algoritem –
Lehmer, Derrick Henry –
Lehmer-Shurov algoritem –
Lehmerjev algoritem GCD –
Lehmerjev generator naključnih števil –
Lehmerjev par –
Lehmerjev polinom –
Lehmerjev problem Eulerjeve funkcije fi –
Lehmerjeva domneva –
Lehmerjeva koda –
Lehmerjeva matrika –
Lehmerjeva sredina –
Lehmerjevo sito –
Lehmerjevo zaporedje –
Leibniz, Gottfried Wilhelm –
Leibnizev harmonični trikotnik –
Leibnizev kriterij –
Leibnizeva izohrona –
Leibnizeva vrsta –
leksikografski produkt grafov –
lema –
lema Zolotarjova –
lema o rokovanju –
lemniskata –
Leonardova trojica –
Lesterjev izrek –
Lesterjev krog –
Lerch, Matyáš –
Lerchev transcendent – 
Lercheva funkcija zeta –
Leśniewski, Stanisław –
leva fakulteta –
LeVeque, William Judson –
Levi-Civita, Tullio –
Levi-Civitajev obseg –
Levi-Civitajev simbol –
levi odvod –
Lévy, Paul Pierre –
Lévyjeva konstanta –
Lévyjeva krivulja C –
Lexell, Anders Johan –
L-funkcije –
l'Hôpital, Guillaume de –
l'Hôpitalovo pravilo –
Li Či –
Libri Carucci dalla Sommaja, Guglielmo –
Lijev kriterij –
Lie, Marius Sophus –
Liejev algebroid –
Liejev grupoid –
Liejeva algebra –
Liejeva grupa –
Liejeva teorija –
Lieb, Elliott Hershel –
Liebova konstanta kvadratnega ledu –
liha funkcija –
liho število –
lihost –
limita (matematika) –
limita (topologija) –
limita funkcije –
limitna točka –
Lin Či –
Lindemann, Ferdinand von –
Lindemann-Weierstrassov izrek –
Lindenmayerjev sistem – 
Lindenstrauss, Elon –
Lindner, Ignaz –
linearna algebra –
linearna ekscentričnost –
linearna enačba –
linearna forma –
linearna funkcija –
linearna izsrednost –
linearna kombinacija –
linearna neodvisnost –
linearna odvisnost –
linearna transformacija –
linearni funkcional –
linearni operator –
linearni polinom – 
linearni podprostor –
linearni prostor –
Linnik, Jurij Vladimirovič –
Linnikov izrek –
Lions, Jacques-Louis –
Liouville, Joseph –
Liouvillov izrek –
Liouvillova funkcija –
Liouvillova konstanta –
Liouvillova ploskev –
Liouvillovo število –
Lissajous, Jules Antoine –
Lissajousova krivulja –
lituus –
Littlewood, John Edensor –
Liu Hui –
Ljapunov, Aleksander Mihajlovič –
Ljubljanski graf –
Löb, Martin –
Lobačevski, Nikolaj Ivanovič –
Löbell, Frank Richard –
Löbov izrek –
logaritem –
logaritemska funkcija –
logaritemska spirala –
logaritemski integral – 
logaritemski odvod –
logaritemski sinus –
logaritemski tangens –
logaritemsko računalo –
logaritmični integral – 
logaritmično računalo – 
logična matrika – 
logika –
logistična funkcija –
logistična krivulja –
lok (geometrija) –
lokalna analiza –
lokalni homomorfizem –
lokalni obseg –
lokalno konstantna funkcija –
lokalno konveksni prostor –
loksodroma –
lomljenka – 
lomnica –
Londonsko matematično društvo –
Longberg, Christen –
de Longchampsova točka –
Lorentzeva grupa – 
Lorenz, Edward Norton –
Lorenzev atraktor –
Lorenzev sistem –
Löwenheim-Skolemov izrek –
Loyd, Samuel –
Lucas, François Édouard Anatole –
Lucasovo število –
Lucasovo zaporedje –
Lucasov profesor matematike –
Łukasiewicz, Jan –
Luzin, Nikolaj Nikolajevič –
lvovska matematična šola –

## M
MacCullagh, James –
Macfarlane, Alexander –
John Machin –
Machinova formula –
Maclaurin, Colin –
Maclaurinova sektrisa –
Maclaurinova trisektrisa –
Maclaurinova vrsta –
Macunaga, Jošisuke –
magični kvadrat –
Magnicki, Leontij Filipovič –
Mahler, Kurt –
majevske številke –
majevski kvadrat –
mali Fermatov izrek – 
mali rombiikozidodekaeder – 
Malmsten, Carl Johan –
Malus, Étienne Louis –
Mandelbrot, Benoît –
Mandelbrotova množica –
Mangoldt, Hans Carl Friedrich von –
von Mangoldtova funkcija –
Manin, Jurij Ivanovič –
Mann, Henry Berthold –
Mannov izrek –
Abu Nasr Mansur –
Mardešić, Sibe –
Marinos –
Markov, Andrej Andrejevič (mlajši) –
Markov, Andrej Andrejevič (starejši) –
Markov, Vladimir Andrejevič –
markovska mreža –
markovska trojica –
markovska veriga –
markovski proces –
matematična analiza –
matematična disciplina – 
matematična fizika –
matematična indukcija –
matematična kemija –
matematična konstanta –
matematična operacija – 
matematična panoga – 
matematična singularnost –
matematična struktura –
matematična tekmovanja –
matematična terminologija –
matematične znanosti –
matematični dokaz –
matematični inštitut –
Matematični inštitut, Univerza v Oxfordu –
Matematični inštitut Maxa Plancka –
Matematični inštitut Poljske akademije znanosti –
Matematični inštitut Steklova –
matematični intuicionizem –
matematični izraz –
matematični konstruktivizem –
matematični model –
matematični objekt –
matematični priročnik –
Matematični priročnik (Bronštejn, Semendjajev) –
matematični problem –
matematični simbol – 
matematični znak – 
matematično naključje –
matematik –
matematika –
matematika na Slovenskem –
matematika na šahovnici – 
Mathematica Balkanica –
Mathematics of Computation –
Mathematische Annalen –
Mathematische Zeitschrift –
MathWorld –
matrična algebra –
matrična enota –
matična struktura –
matrično množenje –
matrika –
matrika enic –
matrika evklidskih razdalj –
matrika identitete –
matrika M –
matrika P –
matrika preslikave –
matrika razdalj –
matrika s spremenljivimi predznaki –
matrika sosednosti –
matrika stopenj –
matrika vrtenja –
matrika Z –
matroid –
Maupertuis, Pierre-Louis Moreau de –
Maurolico, Francesco –
Mayer, Tobias –
Mazur, Stanisław –
Mazur-Ulamov izrek –
Mazurkiewicz, Stefan –
McIlroy, Douglas –
medalja Georga Cantorja –
mediana –
Mednarodna matematična zveza –
Mednarodni matematični kongres –
mehanik –
mehanika –
Meissel-Mertensova konstanta –
Meixner-Pollaczekovi polinomi –
Meixnerjevi polinomi –
Mellin, Hjalmar –
Mellinova transformacija –
Menehmo –
Menelaj –
Menelajev izrek –
menger, Karl –
mengerjev izrek –
Mengerjeva spužva –
mera –
mera iracionalnosti –
mera štetja –
Mercator, Nicholas –
Mercatorjeva vrsta – 
Meredithov graf –
Merjenje kroga –
meromorfna funkcija –
Mersenne, Marin –
Mersennovo praštevilo – 
Mersennovo število –
Mertens, Franz –
Mertensova funkcija –
mestna vrednost –
mestni zapis – 
mešani produkt –
mešano število –
meta dvojno izginjajoč ikozaeder –
metamatematika –
Metius, Adriaan –
metoda čakravala –
metoda izčrpavanja –
metoda končnih elementov –
metoda najmanjših kvadratov –
metoda navadne iteracije –
metoda pospešene iteracije – 
metode računanja kvadratnih korenov –
metoda regula falsi –
metrični prostor –
metrika –
Metzlerjeva matrika –
Midyjev izrek –
Mihajlov, Valentin Petrovič –
mikrozveznost –
Milne, Edward Arthur –
Milnor, John Willard –
mimobežnica – 
minimalna ploskev –
Minkowski, Hermann –
Minkowski-Bouligandova razsežnost –
minus –
mirjagon – 
Mises, Richard von –
von Misesova porazdelitev –
Miškis, Anatolij Dimitrijevič –
Mittag-Leffler, Magnus Gösta –
mittenpunkt –
mnogočlenik – 
mnogokotnik – 
mnogokotniško število –
mnogokratnik –
mnogokratno popolno število –
mnogolična funkcija –
mnogoploščnik –
mnogoterost –
množenec –
množenje –
množica –
množica deliteljev –
množica parov –
množica slik –
množica točk –
množitelj –
množitvena tabela –
Möbius, August Ferdinand –
Möbius-Kantorjev graf –
Möbiusov trak –
Möbiusova funkcija –
Möbiusova inverzna formula –
Möbiusova transformacija –
moč množice – 
močno praštevilo –
močno regularni graf –
močno število – 
modul –
modul (algebrska teorija števil) –
modul nad kolobarjem –
modularna aritmetika –
modularna forma –
modularna funkcija –
modularna grupa –
modularna krivulja –
Mohr, Georg –
Moivre, Abraham de –
de Moivreov izrek – 
de Moivreova formula –
Monatshefte für Mathematik –
Monge, Gaspard –
monodromija –
monodromijska grupa –
monoid –
monom – 
monostatični politop –
monotonost –
monotona funkcija – 
monotono zaporedje –
Mordell, Louis Joel –
Mordellova domneva –
Mordellova enačba –
Mordellova krivulja –
Morduhaj-Boltovskoj Dimitrij Dimitrijevič –
morfizem –
Mori, Šigefumi –
Morozov, Nikita Fjodorovič –
Morrey, Charles Bradfield –
Morse, Harold Calvin Marston –
Moserjev mnogokotniški zapis –
Moskovski papirus –
most –
Mostow, George Daniel –
Mrčun, Janez –
mreža –
mreža telesa – 
Mukhopadjaja, Sjamadas –
multigraf –
multikompleksno število –
multinomski izrek –
multiplikacija –
multiplikativna funkcija –
multiplikativna kaskada –
multistabilni polieder –
multivektor –
Mumford, David –
Muséjevo hiperštevilo –

## N
n-terica –
Naboth, Valentin –
načelo vključitev in izključitev –
nadobilno število –
Nagelova točka –
nagibna funkcija –
nagnjeni mnogokotnik –
najmanjši skupni imenovalec –
najmanjši skupni mnogokratnik –
najpomembnejša enačba na svetu –
največja skupna mera – 
največji skupni delitelj –
naključni poskus –
naključnost –
napačni dokaz –
napaka –
Napier, John –
Napierov logaritem –
Narajanovo število –
naraščajoča funkcija – 
naravna baza – 
naravna gostota – 
naravni logaritem –
naravni logaritem števila 2 –
naravni parameter –
naravno število –
Nash, John Forbes –
Nashevo ravnovesje –
Nash-Williams, Crispin –
nasprotna vrednost –
nasprotni vektor –
nasprotno število –
navadna diferencialna enačba –
navadna hipergeometrična funkcija – 
navadni verižni ulomek – 
navidezni paradoks –
navidezno popolno število –
neasociativni kolobar –
necelo število –
neciklični graf –
nedefinitna matrika –
nedoločena enačba –
nedoločena oblika –
nedotakljivo število –
neelementarna funkcija –
neenačba –
neenakost –
neenakost bratov Markov –
neenakost Cauchyja-Bunjakovskega – 
neenakost Čebišova –
neenakost Markova –
neevklidska geometrija –
nefroida –
negativno definitna matrika –
negativno število –
negibna premica –
negibna točka –
Nehari, Zeev –
Neharijeva mnogoterost –
Neile, William –
Neilova parabola –
Nelson, Harry Lewis –
nemerljiva množica –
Nemško matematično društvo –
nenegativna matrika –
nenegativno število –
neničelni vektor –
neničelno število –
neodvisna enačba –
neodvisnost –
neprava rotacija –
nepravi ulomek –
nepravilna matrika –
nepravilni petkotnik –
neprazna množica – 
nepreštevna množica – 
neprotislovnost –
nerešeni matematični problemi –
nerešeni problemi v matematiki – 
Nesbitt, Cecil James –
neskladnost –
neskončna aritmetična vrsta –
neskončna diedrska grupa –
neskončna množica –
neskončna vrsta –
neskončni desetiški ulomek – 
neskončni nagnjeni polieder –
neskončni produkt –
neskončni verižni ulomek – 
neskončno zaporedje –
neskončnost –
nesoizmerljivost –
nestandardna analiza –
Nesterenko, Jurij Valentinovič –
neštevna množica – 
neštevnost –
Netto, Eugen –
Neukirch, Jürgen –
Neumann, Franz Ernst –
Neumann, Hanna –
Neumann, John von –
von Neumannovo naravno število –
neusmerjeni graf –
neveselo število –
nevtralna mreža –
nevtralni element –
Newman, Morris –
Newman-Shanks-Williamsonovo praštevilo –
Newton, Isaac –
Newton-Gaussova premica – 
Newton-Leibnizeva enačba – 
Newton-Mercatorjeva vrsta – 
Newton-Raphsonova metoda – 
Newtonov izrek –
Newtonov polinom –
Newtonov potencial – 
Newtonova metoda – 
Newtonova premica –
Newtonova serpentina – 
newtonovski potencial – 
nezadostno število –
Ngô, Bảo Châu –
Nice, Vilko –
nič –
ničelni vektor –
ničla – 
ničla (kompleksna analiza) –
ničla funkcije –
Nieuwentyt, Bernard –
nikjer gosta množica –
Nikomah –
Nikomed –
Nikomedova konhoida –
nilpotentna grupa –
nilpotentna matrika –
nilpotentnost –
Nirenberg, Louis –
Niven, Ivan Morton –
Nivenov izrek –
Noether, Emmy –
Noether, Max –
norma –
norma (teorija obsegov) –
norma matrike –
norma operatorja –
norma vektorja –
normala – 
normalizirani vektor – 
normalna matrika –
normalna podgrupa –
normalni red aritmetične funkcije –
normalno število –
normirani vektorski prostor –
notacija orbifold –
notranja mera –
notranji kot –
notranji produkt –
Nouvelles Annales de Mathématiques –
nova matematika –
nožišče –
nožiščna krivulja –
nožiščni trikotnik –
numerična analiza – 
numerična ekscentričnost –
numerična izsrednost –
numerična integracija –
numerična matematika – 

## O
O krogli in valju –
O notacija –
O spiralah –
obilno število –
oblikovna potenčna vrsta –
obodni kot –
obratna Fibonaccijeva konstanta –
obratna funkcija – 
obratna matrika –
obratna trigonometrična funkcija –
obratna vrednost – 
obratni element – 
obrazec –
obrnjeni poljski zapis –
obrnljiva matrika –
obseg –
obseg (algebra) –
obseg (geometrija) – 
obseg (teorija grafov) –
obseg algebrskih števil – 
Obzornik za matematiko in fiziko –
očrtana krožnica –
očrtani krog – 
Odlyzko, Andrew –
odpravljiva singularnost –
odprta množica –
odprta podmnožica –
odprti interval –
odštevanje –
odvedljiva funkcija –
odvedljivost –
odvod –
odvod kvocienta –
odvod po času – 
odvod produkta –
odvojna krivulja –
oglišče –
Ohm, Martin –
Oinopid –
okljuk –
okolica (topologija) –
okrajšani ulomek –
oktaeder – 
oktaedrska grupa – 
oktaedrska simetrija –
oktaedrski graf –
oktaedrsko število – 
oktahemioktaeder –
oktonion –
Okunkov, Andrej Jurjevič –
Olejnik, Olga Arsenjevna –
Olver, Frank William John –
omniprisekani tetraeder –
omniprisekanost –
onduloid –
Ono, Ken –
operator –
opisna geometrija –
Oppolzer, Theodor von –
optimizacija –
ordinalno število –
ordinata –
ordinatna os –
ordinatni logaritemski integral –
Ore, Øystein –
Oresme, Nicole –
orientabilnost –
ortocenter – 
ortocentrični tetraeder –
ortodroma –
ortogonalna baza –
ortogonalna funkcija –
ortogonalna grupa –
ortogonalna matrika –
ortogonalna preslikava –
ortogonalna projekcija –
ortogonalna trajektorija –
ortogonalne koordinate – 
ortogonalni koordinatni sistem –
ortogonalni polinomi –
ortogonalni sistem –
ortogonalnost –
ortonormalna baza –
ortonormalnost –
ortonormirani sistem –
osamljeno število –
osem – 
osemdeset – 
osemdesetkotnik –
osemkotnik – 
osemkotniško število – 
osemnajst – 
osemnajstkotnik –
osemstrana bipiramida –
osemstrana piramida –
osemstrana prizma –
Osgood, William Fogg –
osmerec – 
osmerokotnik – 
osmerokotniško število – 
osmersko število – 
osmina –
osmiški številski sestav – 
osmiški številski sistem –
osna simetrija –
osni vektor –
osnove matematike – 
osnovna enota (teorija števil) –
osnovna grupa – 
osnovna ploskev –
osnovna teorija množic –
osnovni izrek algebre –
osnovni izrek analize –
osnovni izrek aritmetike –
osnovni izrek infinitezimalnega računa –
osnovni izrek homomorfizmov –
osnovni izrek matematične analize – 
osnovni ulomek – 
ostri kot –
Ostrogradski, Mihail Vasiljevič –
ostrokotni trikotnik –
Otho, Valentinus –
Oughtred, William –
oval –
ovoid –
ovojnica –
Ozanam, Jacques –
označeni graf –
označevanje grafa –

## P
p-adično število –
p-grupa –
padajoča funkcija – 
Padé, Henri Eugène –
Padéjev aproksimant – 
Padéjeva aproksimacija – 
Padéjeva tabela –
Padovanovo zaporedje –
Paganini, Nicolo –
Pak, Igor –
palindromno praštevilo –
palindromno Smithovo število –
palindromno število –
Palmer, Theodore Windle –
pandigitalno število – 
para dvojno povečana šeststrana prizma –
parabola –
parabolična parcialna diferencialna enačba –
paraboloid –
paradoks –
paradoks Banacha-Tarskega –
paradoks Borela-Kolmogorova –
paradoks brivca – 
paradoks dolžine obale –
paradoks lažnivca –
paradoks rojstnega dne –
paradoks treh vrat –
paradoks zanimivega števila –
paralela – 
paraleloeder –
paralelepiped –
paralelogram –
parameter –
parameter lokacije –
parameter merila –
parametrična enačba –
parametrična krivulja –
parastrof –
paratopizem –
paravektor –
parcialna diferencialna enačba –
parcialni odvod –
Pareto-Zipfova porazdelitev – 
Paretova porazdelitev –
Paris-Harringtonov izrek –
Parker, Ernest Tilden –
particija –
particija množice –
particijska funkcija –
pasanta – 
Pascal, Blaise –
Pascalov aritmetični trikotnik –
Pascalov polž –
Pascalov trikotnik –
Pascalova matrika –
pasovna matrika –
Peano, Giuseppe –
Peanov eksistenčni izrek –
Peanova krivulja –
Peanovi aksiomi –
Peanovi izreki –
Pearson, Karl –
Peirce, Benjamin –
Peitgen, Heinz-Otto –
Pell, John –
Pellova enačba –
Pellovo število –
Penrose, Roger –
Penroseova transformacija –
pentaeder –
pentagon –
pentagram –
pentagramska antiprizma –
pentagramska prekrižana antiprizma –
pentagramska prizma –
pentahoron – 
pentakisni dodekaeder –
Perelman, Grigorij Jakovljevič –
Pérès, Joseph Jean Camille –
perioda –
periodična funkcija –
periodična točka –
periodični verižni ulomek –
periodično zaporedje –
permutacija –
permutacijska grupa – 
permutacijska matrika –
Perrinovo število –
Perron, Oskar –
Perronova enačba –
Perzej –
pet – 
petdeset – 
petdesetkotnik –
Peter, Fritz –
Peter-Weylov izrek –
peterokotnik – 
peterokotniško število – 
Petersen, Julius Peter Christian –
Petersenov graf –
petina –
petiški številski sistem –
petkotnik – 
petkotniško število – 
petnajst – 
petnajstkotnik –
Petrie, John Flinders –
Petriejev mnogokotnik –
Petrov, Aleksej Zinovjevič –
Petrović Alas, Mihailo –
Petrovski, Ivan Georgijevič –
petstrana antiprizma –
petstrana bipiramida –
petstrana piramida –
petstrana prizma –
petstrani heksekontaeder –
petstrani ikozitetraeder –
petstrani trapezoeder –
Pfaff, Johann Friedrich –
Pfaff, Johann Wilhelm Andreas –
Pi –
Picard, Charles Émile –
Picard-Lefschetzova enačba –
Picardova iteracija –
Pick, Georg Alexander –
Pickov izrek –
Pintz, János –
piramida –
piramida (geometrija) –
Pisot, Charles –
Pisot-Vidžajaraghavanovo število –
Pisotovo število – 
Pitagora –
pitagorejska četverica –
pitagorejska sredina –
pitagorejska trojica – 
pitagorejska trojka – 
pitagorejsko praštevilo –
Pitagorov izrek –
Pitagorova konstanta – 
Pitotov izrek –
Plana, Giovanni Antonio Amedeo –
PlanetMath –
planimetrija –
plastična konstanta – 
plastično število –
platonski graf –
platonsko telo –
Plemelj, Josip –
ploskev –
ploskev drugega reda – 
ploščina –
ploščina kroga –
Ploffe, Simon –
Plouffejeva formula – 
Plücker, Julius –
plus –
Pochhammer, Leo August –
Pochhammerjev simbol –
Pochhammerjeva kontura –
podaljšana kvadratna girobikupola –
podaljšana kvadratna kupola –
podaljšana petstrana kupola –
podaljšana tristrana girobikupola –
podaljšana tristrana kupola –
podaljšanje –
podgrupa –
podhamiltonov graf –
podmnožica –
podobnost –
podolgovati sferoid –
podolžno število –
podvojitev kocke – 
podzaporedje –
pogojna konvergenca –
Poincaré, Henri –
Poincaréjev krožni model –
Poincaréjev model polravnine –
Poincaréjeva domneva –
Poincaréjeva grupa –
Poinsot, Louis –
Poinsotova spirala –
Poisson, Siméon-Denis –
Poissonova enačba –
Poissonova porazdelitev –
pokritje –
pokrivni prostor –
pokrivni sistem –
pol (kompleksna analiza) –
polarni vektor –
polarni koordinatni sistem –
polcelo število –
poldodekaeder – 
poldirektni produkt –
polgrupa –
polieder –
poliedrska grupa –
poliedrska kombinatorika –
poliedrska mreža – 
poliedrski graf –
poliedrski sestav –
poliforma –
poligon – 
poligonalna poteza – 
poligonska črta – 
polikocka –
polikozaeder – 
polilogaritem –
polinom – 
polinomi Čebišova –
polinomi Žegalkina –
polinomska enačba –
polinomska funkcija –
polinomska interpolacija –
polinomski kolobar –
polinomsko zaporedje –
poliomina –
politop –
polje – 
poljski zapis –
polkocka – 
polkrog –
polkrožnica –
polkubična parabola – 
polmer –
polmer očrtane krožnice –
polmer očrtanega kroga –
polmer včrtane krožnice –
polmer včrtanega kroga –
polna prirezana 24-celica –
polni dvodelni graf –
polni graf – 
polni kot –
polni obseg –
polno pozitivna matrika –
polobseg –
poloktaeder – 
polovica –
polpolieder – 
polpopolno število –
polpraštevilo –
polpravilni polieder –
polravnina –
polsimetrični graf –
poltrak –
Pólya, George –
Pólyev izrek –
Pólyeva domneva –
Pólyeva nagrada –
pomanjkljivo število – 
pomožna funkcija –
Poncelet, Jean-Victor –
Poncelet-Steinerjev izrek –
Ponceletov izrek o zaprtju – 
Ponceletov porizem – 
Pontrjagin, Lev Semjonovič –
Pontrjagin-Thomova konstrukcija – 
Pontrjaginov izrek o dualnosti –
Pontrjaginov produkt –
Pontrjaginov razred –
Pontrjaginova dualnost –
Pontrjaginova površina –
popolna indukcija – 
popolna disjunkcija –
popolna množica –
popolna potenca – 
popolni diferencial –
popolni graf – 
popolni kvadrat –
popolno število –
porazdelitev –
porazdelitev delta –
porazdelitev zeta –
porazdelitvena funkcija –
Porfirij –
porizem –
posebna funkcija – 
posebna linearna grupa –
posebna teorija relativnosti –
posebni pravokotni trikotniki –
pospeševanje konvergence –
posplošena hipergeometrična funkcija –
posplošena Riemannova domneva –
posplošene Eulerjeve konstante – 
posplošeni deltoid –
posplošeni integral –
posplošeni verižni ulomek –
posredna funkcija –
Post, Emil Leon –
Post-Turingov stroj –
postulat –
poševnosimetrična matrika –
pot (matematika) –
pot (teorija grafov) –
potenca –
potenca praštevila –
potenca točke –
potencialna teorija – 
potenciranje –
potenčna funkcija –
potenčna množica –
potenčna premica –
potenčna sredina –
potenčna vrsta –
potratno število –
povečana petstrana prizma –
povečanje –
povezani digraf –
povezani graf –
povezani prostor –
povezanost –
povezanost s potmi –
povratnost –
površina –
pozicijski sestav –
pozitivno definitna matrika –
pozitivno število –
požrešno zaporedje brez ponavljanj –
Praeger, Cheryl –
prafaktor –
praktično število –
praštevilo –
praštevilo Germainove –
praštevilska konstanta –
praštevilska razcepitev –
praštevilska vrzel –
praštevilski dvojček –
praštevilski ideal –
praštevilski izrek – 
praštevilski razcep – 
praštevilskost –
prava delna množica –
prava podmnožica –
prava rotacija –
pravi delitelj –
pravi kot –
pravi paradoks – 
pravi ulomek –
pravilni mnogokotnik –
pravilni nagnjeni mnogokotnik –
pravilni oktaeder –
pravilni polieder –
pravilni politop –
pravilni tetraeder –
pravilno telo –
pravilo desnosučnega vijaka –
pravilo kvocienta – 
pravilo produkta – 
pravilo trojnega produkta –
pravokotna hiperbola –
pravokotni trapez –
pravokotni trikotnik –
pravokotnica – 
pravokotnik –
pravokotniška funkcija –
pravokotniško število –
pravokotnost –
prazna množica –
prazni produkt –
prebodena ravnina –
prečna črta –
prečnica – 
predloga:mala tabela kvazilegularni-3 –
predloga:mala tabela razširjenih tlakovanj –
predloga:ikozaedrska prisekavanja –
predloga:mnogokotniki –
predloga:oktaedrska prisekavanja –
predloga:poliedri –
predloga:ravninske krivulje –
predloga:tabela kvazilegularni-4 –
predloga:tabela prirezani –
predloga:tabela omniprisekani –
predloga:tetraedrska prisekavanja –
predloga:uniformne prizme –
predpostavka –
predznačena mera –
prehodna funkcija –
prehodnost –
prekomerno število – 
prekotnica – 
prema izsrednost –
premaknjena matrika –
premer – 
premica –
premik –
premonosna ploskev –
preproga Sierpińskega –
preprosti mnogokotnik –
presečišče –
presečna krivulja –
presečnica – 
presek –
Presek –
presek množic –
presek torusa –
preskus praštevilskosti –
preslikava –
preštevna množica – 
preštevni račun –
prevoj –
prevojna točka – 
približek –
Price, Griffith Baley –
pričakovana vrednost –
prijateljsko število –
prikaz grupe –
primarno psevdopopolno število –
primerno število –
primitivna funkcija – 
primitivni koren –
primitivni problem o krogu –
primitivno polpopolno število –
primitivno rekurzivna aritmetika –
primoriela –
primorielno praštevilo –
prirezana 5-celica –
prirezana 24-celica –
prirezana 120-celica –
prirezana dodekaedrska antiprizma –
prirezana dodekaedrska prizma –
prirezana kocka –
prirezana kubična antiprizma –
prirezana kubična prizma –
prirezana tetraedrska antiprizma –
prirezani disfenoid –
prirezani dodekadodekaeder –
prirezani dodekaeder –
prirezani heksaeder – 
prirezani ikozidodekaeder – 
prirezani kubooktaeder – 
prirezani polieder –
prirezani teserakt –
prirezanost –
prisekana ikozaedrska prizma –
prisekana kocka –
prisekana piramida –
prisekani dodekaeder –
prisekani heksaeder – 
prisekani ikozaeder –
prisekani ikozidodekaeder –
prisekani kubooktaeder –
prisekani oktaeder –
prisekani rombiikozidodekaeder –
prisekani rombski dodekaeder –
prisekani rombski triakontaeder –
prisekani tetraeder –
prisekano šestkotno tlakovanje –
prisekanost –
pritisnjena krožnica –
prizemski graf –
prizma –
prizmatični uniformni polieder –
prizmatoid –
prizmoid – 
problem 196 –
problem Hanojskega stolpa – 
problem izomorfizma grafov –
problem izomorfizma podgrafa –
problem kongruentnega števila – 
problem königsberških mostov –
problem kvadrature kroga – 
problem momentov –
problem nemških tankov –
problem podvojitve kocke – 
problem skladnega števila – 
problem šahovskega tipa – 
problem štirih barv – 
problem topovskih krogel –
problemi pakiranja –
proces Gaussa-Markova –
produkt –
produkt grup –
produkt kolobarjev –
produkt mer –
profesor Sadleirove čiste matematike –
Prohorov, Jurij Vasiljevič –
projekcija –
projektivna geometrija –
projektivna ravnina –
projektivni polieder –
projektivni prostor –
Prony, Gaspard de –
prostor Kolmogorova –
prostor Minkowskega –
prostor stolpcev –
prostor vrstic –
prostor z notranjim produktom –
prostor-čas Minkowskega –
prostornina –
prostorska diagonala –
prostorska krivulja –
prostorski kot –
protiprimer –
protislovje –
Proth, François –
Prothov izrek –
Prothovo praštevilo –
Prothovo število –
prva ekscentričnost –
prva izsrednost –
prvotna funkcija – 
psevdoevklidski prostor –
psevdograf – 
psevdopraštevilo –
psevdoriemannovska mnogoterost –
Ptolemej –
Publications de l'Institut mathématique (Beograd) –
Puiseux, Victor Alexandre –
Mihajlo Pupin-Idvorski –

## Q
Q.E.D. –
Quillen, Daniel Gray –

## R
Raabe, Joseph Ludwig –
Raabejev kriterij – 
racionalna aproksimacija – 
racionalna funkcija –
racionalna normalna krivulja –
racionalna točka –
racionalna vrsta zeta –
racionalne funkcije Čebišova –
racionalni trikotnik – 
racionalno število –
računalo –
računanje –
računska operacija – 
računska teorija števil –
Rademacher, Hans Adolph –
radian –
radikal –
radiodroma –
Rado, Richard –
Radojev graf –
Radon, Johann –
Radonova mera –
Radonova transformacija –
Ramanudžan, Srinivasa Ajangar –
Ramanudžan-Nagellova enačba –
Ramanudžan-Peterssonova domneva –
Ramanudžan-Soldnerjeva konstanta –
Ramanudžanov graf –
Ramanudžanov verižni ulomek –
Ramanudžanova funkcija tau –
Ramanudžanova funkcija theta –
Ramanudžanova konstanta –
Ramanudžanova tričlena kvadratna forma –
Ramanudžanova trigonometrična vsota – 
Ramanudžanova vsota – 
Ramanudžanove kongruence –
Ramanudžanovo praštevilo –
Ramanudžanovo seštevanje –
Ramsey, Frank Plumpton –
Ramseyjev izrek –
Ramseyjevo število –
rang –
rang Abelove grupe –
rang matrike – 
rangirani poset –
Raper, Matthew –
rastoča funkcija – 
ravna črta –
ravnina –
ravninska krivulja –
ravninska particija –
ravninski graf –
ravninski kot – 
razcep –
razcep matrike –
razcep na prafaktorje – 
razčlenjevanje –
razdalja –
razdalja (teorija grafov) –
razdaljno-regularni graf –
razlika – 
razlika množic –
razmerje –
raznostranični trikotnik –
razpolovišče –
razpolovitev kota –
razpolovnica – 
razred (teorija množic) –
razred izomorfizmov –
razred ostankov –
razredno število –
razsežnost –
razširitev –
razširitev obsega –
razširjeni Evklidov algoritem –
razširjena matrika –
razširjena številska premica –
razvedrilna matematika – 
razvrstitev oglišč –
Read, Ronald Cedric –
realna os – 
realna algebrska geometrija –
realna analitična Eisensteinova vrsta –
realna analiza –
realna premica – 
realna projektivna premica –
realna projektivna ravnina –
realni obseg –
realni polinom –
realno število –
recipročna vrednost – 
redka matrika –
reflektivnost –
Regge, Tullio –
Regiomontan –
regularna singularna točka –
regularni graf –
regularno praštevilo –
reularno število –
regularnost –
Rejewski, Marian –
rekreativna matematika – 
rektifikacija –
rektifikacija (geometrija) –
rektifikacija krivulje – 
rekurenčna enačba –
rekurenčno zaporedje –
rekurzija –
rekurzivna funkcija –
rekurzivna teorija –
relacija –
relacija ekvipolence –
relacija enakosti –
relacija urejenosti –
relativno praštevilo –
relativno število –
renormalizacijska grupa –
rentgenska transformacija – 
reprezentacija grupe –
residuum –
residuum (kompleksna analiza) –
rešetka –
rešljiva grupa –
revno število – 
Rhindov papirus –
Ribenboim, Paulo –
Ribet, Kenneth Alan –
Ribnikov, Konstantin Aleksejevič –
Riccati, Jacopo –
Riccatijeva enačba –
Ricci-Curbastro, Gregorio –
Richelot, Friedrich Julius –
Riemann, Bernhard –
Riemann-Hurwitzeva formula –
Riemann-Lebesguov izrek –
Riemann-Sieglova formula –
Riemann-Sieglova funkcija theta –
Riemann-Stieltjesov integral – 
Riemann-von Mangoldtova enačba –
Riemannova diferencialna enačba –
Riemannova domneva –
Riemannova funkcija ksi –
Riemannova funkcija števila praštevil –
Riemannova funkcija zeta –
Riemannova geometrija – 
Riemannova ploskev –
Riemannova površina –
Riemannova sfera –
Riemannova vsota –
riemannovska mnogoterost –
Ries, Adam –
Riesel, Hans Ivar –
Rieselovo število –
Riesz, Frigyes –
Rieszov izrek –
Riesz-Fischerjev izrek –
Riesz–Fréchetov reprezentacijski izrek – 
Riesz-Markov-Kakutanijev reprezentacijski izrek –
Rieszov prostor –
Rieszov reprezentacijski izrek – 
Rieszova lema –
Riesz, Marcel –
Riesz-Thorinov izrek –
Rieszov kriterij –
Rieszov potencial –
Rieszova funkcija –
Rieszova srednja vrednost –
Rieszova transformacija –
rimska ploskev –
rimske številke –
Ringelbergh, Joachim Sterck van –
risanje grafov –
Risch, Robert Henry –
Rischev algoritem –
Ritt, Joseph Fels –
Rjabenki, Viktor Solomonovič –
rob –
Robbins, David Peter –
Robbinsov petkotnik –
Robbinsova konstanta –
rodovna funkcija –
Rogers-Ramanudžanove enakosti –
Rollov izrek –
romb –
rombiikozidodekaeder –
rombikubooktaeder –
rombitetraeder – 
rombitrišestkotno tlakovanje –
romboeder –
romboid –
rombski dodekaeder –
rombski triakontaeder –
Roomen, Adriaan van –
Rosen, Michael Ira –
Rosser, John Barkley –
Rosserjev izrek –
Rosserjev trik –
Rota, Gian-Carlo –
rotacijska ploskev –
rotacijska simetrija –
Roth, Klaus Friedrich –
rotunda –
Routh, Edward John –
Routhov izrek –
Ruffini, Paolo –
Ruffini-Hornerjev algoritem –
runcinacija –
Runge, Carl David Tolmé –
Rungejev pojav –
Rusov, Lazar Sime –
Russell, Bertrand –
Russllov paradoks –
Russllova antinomija –

## S
Saaty, Thomas Lorie –
Saccheri, Giovanni Girolamo –
Saint-Vincent, Grégoire de –
Sachs, Horst –
salinon –
Salmon, George –
samodejno zaporedje –
samopodobnost –
samoštevilo –
samsko praštevilo –
sanje nezrelega –
sanktpeterburški paradoks –
Saradha, K. –
Saradha, Natarajan –
Sarasa, Alphonse Antonio de –
Sárközy, András –
Sarnak, Peter –
Sarrabat, Nicolas –
Satge, Philippe –
satovje –
Savileov profesor geometrije –
Schauder, Juliusz –
Schauderjeva baza –
Scheiner, Christoph –
Scherk, Heinrich Ferdinand –
Scherkova ploskev –
Schiffler, Kurt –
Schifflerjeva točka –
Schläfli, Ludwig –
Schläfli-Hessov polihoron –
Schläflijev simbol –
Schläflijev zapis –
Schlegel, Victor –
Schleglov diagram –
Schleglov graf –
Schmidt, Erhard Oswald Johannes –
Schmidtova dekompozicija – 
Schmidtova razstavitev – 
Schönflies, Arthur Moritz –
Schönfliesov izrek – 
Schönfliesov premik –
Schönfliesov simbol –
Schönfliesova notacija –
Schooten, Frans van –
Schröder, Friedrich Wilhelm Karl Ernst –
Schröder-Hiparhovo število –
Schröderjevo število –
Schuh, Frederik –
Schwartz, Laurent –
Schwartzev prostor –
Schwarz, Hermann Amandus –
Schwarz-Christoffelova preslikava –
Schwarzev odvod –
Schwarzev seznam –
Schwarzev trikotnik –
Schwinger, Julian Seymour –
Scott, Dana –
Scottova zveznost –
sebidualnost –
sebidualni graf –
sebidualni mnogokotnik –
sebidualni polieder –
sebidualni politop –
sebikomplementarni graf –
sečnica – 
sedem – 
sedemdeset – 
sedemdesetkotnik –
sedemkotnik – 
sedemkotniški trikotnik –
sedemkotniško piramidno število –
sedemkotniško število – 
sedemnajst – 
sedemnajstkotnik –
sedemstrana antiprizma –
sedemstrana prizma –
sedemstrani trapezoeder –
sedenion –
sedlasta točka –
sedmerokotnik – 
sedmerokotniško število – 
sedmina –
sedmiški številski sistem –
Segre Beniamino –
Seidel, Johan Jacob –
Seidelova matrika sosednosti –
sekans –
sekanta – 
sekantna metoda –
Seki, Takakazu Šinsuke –
Selberg, Atle –
semigrupa – 
septagon – 
Seren –
Serre, Jean-Pierre –
sestav aksiomov –
sestav dveh prirezanih dodekaedrov –
sestav petih prisekanih tetraedrov –
sestav štirih tetraedrov –
sestav treh tetraedrov –
sestavljeno število –
seštevanje –
seštevek – 
seznam ameriških matematikov –
seznam angleških matematikov –
seznam avstralskih matematikov –
seznam avstrijskih matematikov –
seznam belgijskih matematikov –
seznam bolgarskih matematikov –
seznam čeških matematikov –
seznam danskih matematikov –
seznam diedrskih kotov poliedra –
seznam finskih matematikov –
seznam fraktalov po Hausdorff-Bezikovičevi razsežnosti –
seznam francoskih matematikov –
seznam funkcij zeta –
seznam grup ravninske simetrije –
seznam grup sferne simetrije –
seznam hrvaških matematikov –
seznam integralov eksponentnih funkcij –
seznam integralov Gaussovih funkcij –
seznam integralov hiperboličnih funkcij –
seznam integralov inverznih hiperboličnih funkcij –
seznam integralov iracionalnih funkcij –
seznam integralov krožnih funkcij –
seznam integralov logaritemskih funkcij –
seznam integralov trigonometričnih funkcij –
seznam iranskih matematikov –
seznam irskih matematikov –
seznam italijanskih matematikov –
seznam izotoksalnih poliedrov in tlakovanj –
seznam izraelskih matematikov –
seznam kanadskih matematikov –
seznam kompleksnih in algebrskih ploskev –
seznam krivulj –
seznam Liejevih grup –
seznam madžarskih matematikov –
seznam malih grup –
seznam matematičnih društev –
seznam matematičnih funkcij –
seznam matematičnih simbolov –
seznam matematičnih vsebin –
seznam matematikov –
seznam mnogokotnikov, poliedrov in politopov –
seznam mnogoterosti –
seznam modelov Wenningerjevih poliedrov –
seznam nemških matematikov –
seznam neperiodičnih množic tlakovanj –
seznam nizozemskih matematikov –
seznam norveških matematikov –
seznam novozelandskih matematikov –
seznam ploskev –
seznam poliedrov po številu oglišč –
seznam pravilnih politopov –
seznam ruskih matematikov –
seznam sestavov uniformnih poliedrov –
seznam slovenskih matematikov –
seznam srbskih matematikov –
seznam škotskih matematikov –
seznam španskih matematikov –
seznam števil –
seznam švedskih matematikov –
seznam švicarskih matematikov –
seznam uniformnih poliedrov –
seznam uniformnih poliedrov po sliki oglišč –
seznam uniformnih tlakovanj –
seznam verjetnostnih porazdelitev –
seznam vrst funkcij –
seznam vrst matrik –
seznam vrst števil –
sfera –
sferna trigonometrija –
sferni dvokotnik –
sferni koordinatni sistem –
sferni mnogokotnik —
sferni polieder –
sferni trikotnik –
sfernost –
sferoid –
Shallit, Jeffrey –
Shanks, Daniel –
Shannon, Claude Elwood –
Sheffer, Isador Mitchell –
Shefferjevo zaporedje –
Shephard, Geoffrey Colin –
Short, James –
Shuckburgh-Evelyn, George –
Siegel, Carl Ludwig –
Siegel-Weilova formula –
Sieglov disk –
Sieglov operator –
Sieglov zgornji polprostor –
Sieglova lema –
Sieglova modularna forma –
Sieglova parabolična podgrupa –
Sieglove Eisensteinove vrste –
Sierpiński, Wacław Franciszek –
Sierpiński-Erdőseva domneva egipčanskih ulomkov –
sigma-algebra – 
silogizem –
simetrala – 
simetrija –
simetrična razlika množic –
simetrična matrika –
simetrični graf –
simetrijska grupa –
simbolna logika –
simpleks –
simplektična geometrija –
simplektična matrika –
Simplikij –
Simpson, Thomas –
Simpsonovo pravilo –
Singer, Isadore –
Singmaster, David –
singularna točka –
singularna točka algebrske varietete –
singularni razcep –
sinus –
sinus versus –
sinusni integral – 
sinusni izrek –
sinusoida –
sistem enačb –
sistem iterirane funkcije –
sistem linearnih enačb –
skalar –
skalarni produkt –
skalarno množenje –
Skewes, Stanley –
Skewesovo število –
skladno število – 
skladnost –
skočna funkcija – 
Skolem, Albert Thoralf –
skolemizacija –
Skolemova funkcija –
Skolemova normalna oblika –
skoraj celo število –
skoraj Johnsonovo telo –
skoraj popolno število –
skoraj praštevilo –
skoraj skladna trikotnika –
sled matrike –
slika –
slika grafa –
slika oglišč –
Sloane, Neil –
slovar izrazov teorije grafov –
Slowinski, David –
slučajna matrika –
slučajna spremenljivka –
Smale, Stephen –
smer –
smerni koeficient premice –
Smirnov, Stanislav Konstantinovič –
Smith, Henry John Stephen –
Smith-Minkowski-Sieglova masna formula –
Smith-Volterra-Cantorjeva množica –
Smithova nagrada –
Smithovo število –
Smullyan, Raymond –
snark –
Snel van Royen, Rudolph –
Snell van Royen, Willebrord –
soda funkcija –
sodo število –
sodost –
sodost in lihost funkcije –
Sohncke, Leonhard –
Sohocki, Juljan Karl Vasiljevič –
soizmerljivost –
sokot – 
sokrožne točke –
Soldner, Johann Georg von –
Soldnerjeva konstanta – 
somernica – 
Sommerville, Duncan –
somnožica –
Sondow, Jonathan –
Sorgenfrey, Robert Henry –
Sorgenfreyjeva premica –
Sorgenfreyjeva ravnina –
sosednja kota –
sosednja ulomka –
Sosigen –
specialna funkcija – 
specialna ortogonalna matrika –
Specker, Ernst –
Speckerjeva grupa – 
Speidell, John –
spekter grafa –
spekter Markova –
spektralna teorija grafov –
spinoda – 
Spletna enciklopedija celoštevilskih zaporedij –
sploščeni sferoid –
splošna algebra –
splošna linearna grupa –
splošna teorija relativnosti –
splošna topologija –
spodnji celi del – 
Sporos –
spremenljivka –
srčnica – 
srebrni rez –
srečno praštevilo –
srečno število –
sredinski graf –
središče –
središče kroga –
središče grupe –
središče očrtane krožnice –
središče očrtanega kroga –
središče šopa –
središče včrtane krožnice –
središče včrtanega kroga –
središčni binomski koeficient – 
središčni kot –
središčna točka — 
središčno devetkotniško število –
središčno kvadratno število –
središčno kubično število –
središčno mnogokotniško število –
središčno osemkotniško število –
središčno petkotniško število –
središčno sedemkotniško število –
središčno šestkotniško število –
središčno štirikotniško število –
središčno trikotniško število –
srednja ukrivljenost –
srednja vrednost –
stabilnost Ljapunova –
stacionarni proces –
standardna baza –
standardni odklon –
standardni pogrešek –
Stark, Harold –
Stark-Heegnerjev izrek –
statistika –
Stefan, Jožef –
Stefanova naloga –
Steiner, Jakob –
Steiner-Lehmusov izrek –
Steinerjev porizem –
Steinerjev problem –
Steinerjev problem o drevesih – 
Steinerjev problem o stožnicah –
Steinerjeva elipsa –
Steinerjeva ploskev –
Steinerjeva točka –
Steinerjeva veriga –
Steinerjevo drevo – 
Steinhaus, Hugo Dyonizy –
Steinhausov mnogokotniški zapis –
Steinmetz, Charles Proteus –
Steinmetzevo telo –
stekališče –
Steklov, Vladimir Andrejevič –
stelacija –
Stern, Moritz Abraham –
Stevin, Simon –
Stewart, Matthew –
Stewartov izrek –
Stieltjes, Thomas Joannes –
Stieltjes-Wigertovi polinomi –
Stieltjesov integral –
Stieltjesov izrek –
Stieltjesov problem momentov –
Stieltjesova matrika –
Stieltjesova transformacija –
Stieltjesove konstante –
Stieltjesovi polinomi –
Stirling, James –
Stirlingov približek – 
Stirlingova aproksimacija – 
Stirlingova formula – 
Stirlingova števila prve vrste –
Stirlingova števila druge vrste –
Stirlingova vrsta –
Stirlingovo število –
sto – 
stokotnik –
stohastična matrika –
stohastični proces –
stohastika –
Stoker, James Johnston –
Stokes, George Gabriel –
stolpična matrika – 
stolpični vektor –
Stone, Marshall Harvey –
Stonov reprezentacijski izrek za Boolove algebre –
stopinja –
stopničasta funkcija –
stopnja –
stopnja grafa –
stopnja konvergence –
stopnja polinoma –
stopnja preslikave –
stopnja zvezne preslikave –
Størmer, Carl –
Størmerjev izrek –
Størmerjevo število –
stotica –
stožec –
stožernica – 
stožnica – 
stranica –
stranska ploskev –
Straus, Ernst Gabor –
Street, Anne Penfold –
strig –
strižna matrika –
strobogramatično praštevilo –
strobogramatično število –
strofoida –
strogo monotona funkcija – 
strogo naraščajoča funkcija – 
strogo padajoča funkcija – 
Struik, Dirk Jan –
Studentova t-porazdelitev –
Sturm, Jacques Charles François –
Sturm-Liouvillova teorija –
Sturmov izrek –
subaditivnost –
Subbotin, Mikhail Fedorovič –
subdivizija –
substitucijsko pravilo –
Sullivan, Dennis Parnell –
suma – 
sumacijska metoda –
Sun Či –
superalgebra –
superelipsa –
superelipsoid –
superjajce –
superkvadratik – 
superkvadrik –
supernaloga –
supermnožica –
superpraštevilo –
superrealno število –
supertoroid –
superzlati rez –
suplementarni kot – 
surjekcija – 
surjektivna preslikava –
surrealno število –
Sulin, Mihail Jakovljevič –
Suslinov problem – 
Suslinova domneva – 
Suter, Heinrich –
Suvorov, Georgij Dimitrijevič –
Suzuki, Mičio –
SVD –
sveženj –
Swain, Lorna May –
Swinnerton-Dyer, Peter –
Swedenborg, Emanuel –
Sylow, Peter Ludwig Majdell –
Sylowi izreki –
Sylvester, James Joseph –
Sylvester-Gallaijev izrek –
Sylvestrov graf –
Sylvestrova enakost –
Sylvestrova matrika –
Sylvestrova medalja –
Sylvestrovo zaporedje –
Synge, John Lighton –
Szasz, Otto –
Szegő, Gábor –
Szekeres, George –
Szekeresov snark –
Szemerédi, Endre –
Szemerédijev izrek –
Szilassi, Lajos –
Szilassijev polieder –

## Š
Šafarevič, Andrej Igorjevič –
Šafarevič, Igor Rostislavovič –
Šanin, Nikolaj Aleksandrovič –
Šalát, Tibor –
šapa –
šest – 
šestdeset – 
šestdesetica –
šestdesetiški številski sistem –
šestdesetkotnik –
šesterokotnik – 
šesterokotniško število – 
šestilo –
šestina –
šestiški številski sistem –
šestkotnik –
šestkotniško število –
šestkotniško piramidno število –
šestkotno tlakovanje –
šestnajst – 
šestnajstiški številski sestav – 
šestnajstiški številski sistem – 
šestnajstkotnik –
šeststrana bipiramida –
šeststrana piramida –
šeststrana prizma –
šestrani prisekani trapezoeder –
šeststrani trapezoeder –
Šimura, Goro –
Ših Huang Ti –
Šikarazi, Anania –
Šilov, Georgij Jevgenjevič –
Šindel, Jan –
Širjajev, Albert Nikolajevič –
Širokov, Jurij Mihajlovič –
Šitov, Jaroslav Nikolajevič –
Šrikhande, Šaradčandra Šankar –
Šrikhandov graf –
Šmidt, Otto Juljevič –
Šnireljman, Lev Genrihovič –
Šnireljmanova gostota – 
šop premic –
šop ravnin –
Štalec, Ivan –
Štefan, Peter –
števec –
številka –
število –
število 0 –
število 1 –
število alef –
število bet –
število deliteljev –
število Markova –
število praštevil –
število PV – 
število s harmoničnimi delitelji –
število Sierpińskega –
število taksija –
število zlatega reza –
številska množica –
številska premica –
številska vrsta –
številski sestav –
številski sistem –
številski obseg – 
številsko zaporedje –
števka –
števna množica – 
števna neskončnost –
števnost –
števno neskončna množica – 
štiri – 
štirideset – 
štiridesetkotnik –
štiriindvajsetkotnik –
štirinajst – 
štirinajstkotnik –
štirirazsežni prostor –
štiristrana piramida – 
štiristrani trapezoeder –

## T
tabela deliteljev –
tabela integralov –
tabela kongruenc –
tabela množenja –
tabela prafaktorjev števil –
Tabit ibn Kora –
Tabitovo praštevilo –
Tabitovo število –
Tabit Ibrahim –
Tait, Peter Guthrie –
Taitova domneva –
tajnopisje –
Takebe, Tahakiro –
Tales –
Talesov izrek –
tangens –
tangensni izrek –
tangenta – 
tangenta krožnice –
tangentna metoda – 
tangentni četverokotnik – 
tangentni kot –
tangentni mnogokotnik –
tangentni štirikotnik – 
Tanijama, Jutaka –
Tanijama-Šimura-Weilova domneva – 
Tanijama-Šimurova domneva – 
Tanijamova grupa –
Tao, Terence –
tapetna grupa –
Tarski, Alfred –
Tartaglia, Niccolo Fontana –
Taub, Abraham Haskel –
Tauber, Alfred –
Taussky-Todd, Olga –
tavtohrona krivulja – 
Taylor, Brook –
Taylorjev izrek –
Taylorjeva vrsta –
Taylor, Geoffrey Ingram –
Taylor, Richard Lawrence –
Teajtet –
Teajtetov izrek –
Teano –
telegrafski enačbi –
telesa z ikozaedrsko simetrijo –
telesna particija –
teme –
temelji matematike –
temeljni mnogokotnik –
Temperley, Harold Neville Vazeille –
Temple, George Frederick James –
Tenenbaum, Gérald –
Tenenblat, Keti –
tenzor –
tenzorska algebra –
tenzorski račun –
tenzorski produkt –
tenzorski produkt grafov –
Teodor iz Kirene –
Teodorova konstanta – 
Teodozij –
Teon I. –
Teon II. –
teorija analitičnih funkcij –
teorija aproksimacij –
teorija dinamičnih sistemov –
teorija diofantskih približkov – 
teorija grafov –
teorija grup –
teorija iger –
teorija informacij –
teorija invariant –
teorija izračunavanja – 
teorija kalupov –
teorija kaosa –
teorija kategorij –
teorija kolobarjev –
teorija kvazimnožic – 
teorija matrik –
teorija mehke mere –
teorija mere –
teorija mnogoterosti – 
teorija množic –
teorija potenciala – 
teorija potencialov – 
teorija presekov –
teorija približkov –
teorija računanja – 
teorija razrednega obsega –
teorija razredov –
teorija reprezentacij –
teorija števil –
teorija tipov –
teorija transcendentnosti –
teorija verjetnosti –
Ter-Krikorov, Aleksander Martinovič –
Terwilligerjeva algebra –
teselacija – 
teserakt –
teseraktno število – 
Tesla, Nikola –
test Kolmogorova-Smirnova –
test Ljapunova –
tetiva –
tetivni četverokotnik – 
tetivni mnogokotnik –
tetivni štirikotnik – 
tetivnotangentni štirikotnik – 
tetraeder –
tetraedrska simetrija –
tetraedrski graf –
tetraedrsko število – 
tetrahemiheksaeder –
tetrahemiheksakron –
tetrakisna kocka – 
tetrakisni heksaeder – 
tetrakosagon – 
tetratetraeder – 
težišče –
težišče trikotnika –
težiščnica –
TeX –
Thom, René –
Thue, Axel –
Thue-Morsejeva množica – 
Thue-Morsejevo zaporedje –
Thue-Siegel-Rothov izrek –
Thuejev izrek –
Thurston, William –
Tihonov, Andrej Nikolajevič –
Timarid –
tisočica –
Ţiţeica, Gheorghe –
Tits, Jacques –
tlakovanje – 
točka –
točka (geometrija) –
točka obrata – 
točka v neskončnosti –
točka vejitve – 
točkovna grupa –
točkovni prostor –
točkovno zrcaljenje –
Todd, John Arthur –
togi premik – 
Tohoku Mathematical Journal –
tok –
Toland, John Francis –
Tomšič, Gabrijel –
Toomer, Gerald James –
topi kot –
topokotni trikotnik –
topologija –
topologija produktov –
topološka grupa –
topološka invarianta –
topološka konjugacija –
topološka lastnost –
topološka teorija grafov –
topološki prostor –
topološki vektorski prostor –
Toponogov, Viktor Andrejevič –
topos –
toroid –
toroidni polieder –
Torricelli, Evangelista –
torus –
tovariško število –
traktrisa –
Tralles, Johann Georg –
transcendentna funkcija –
transcendentna krivulja –
transcendentno število –
transformacija –
transformacija Kontoroviča-Lebedeva –
transformacija zaporedja –
transformacijska geometrija –
transformacijska grupa –
transponiranje –
transponirani graf –
transponiranka –
transpozicija –
transverzala – 
tranzitivna relacija –
trapez –
trapezno pravilo –
trapezoeder –
trapezoid –
trapezorombski dodekaeder –
Trautman, Andrzej Mariusz –
trditev –
tretja ekscentričnost –
tretja izsrednost –
tretjina –
tretjinjenje kota – 
tri – 
triakisni ikozaeder –
triakisni oktaeder –
triakisni tetraeder – 
triakisno trikotno tlakovanje –
triakistetraeder – 
triakontagon – 
trideset – 
tridesetkotnik –
trigonometrična funkcija –
trigonometrična vrsta –
trigonometrični integral –
trikotnik –
trikotnik Sierpińskega –
trikotniška grupa –
trikotniška neenakost –
trikotniško kvadratno število –
trikotniško število –
trikotno tlakovanje –
trinajst – 
trinajstkotnik –
trirazsežni prostor –
trisekcija kota – 
trisektrisa –
trisektrisa Pascalovega polža –
tristrana bipiramida –
tristrana hebesfenorotunda –
tristrana prizma –
tristrani prisekani trapezoeder –
tristrani trapezoeder –
trivektor – 
trivialna grupa –
trohoida –
trojiška Golayjeva koda –
trojiški številski sistem –
Tschiernhaus, Ehrenfried Walter –
Tsu Čung Či – 
Tucker, Albert William –
tuje število –
tuji množici – 
tujost –
Turing, Alan –
at-Tusi, Nasir –
Tutte, William Thomas –
Tuttejeva matrika –

## U
učinek grupe –
Uhler, Horace Scudder –
Uhlerjevo število –
al-Uklidisi –
ukrivljenost –
Ulam, Stanislaw Marcin –
Ulamov prt –
Ulamovo število –
Ulamovo zaporedje –
Uljanov, Peter Lavrentjevič –
ulomek –
ulomljeni del – 
ultrafilter –
Ulug Beg –
unarna operacija – 
uniformna antiprizmatična prizma –
uniformna tlakovanja v hiperbolični ravnini –
uniformni polieder –
uniformni polihoron –
uniformni politop –
uniformni zvezdni polieder –
uniformno barvanje –
uniformno tlakovanje –
unija –
unija množic –
unimodularna matrika –
unipotentna matrika –
unipotentnost –
unitarna matrika –
univerzalna diferencialna enačba –
univerzalna množica –
univerzalna parabolična konstanta –
upodobitev grupe –
uporabna matematika –
urejena dvojica – 
urejena n-terica –
urejeni kolobar –
urejeni par –
urejeno Bellovo število –
urejenost –
Urison, Pavel Samujilovič –
urna grupa –
usmerjeni graf – 
Uspenski, Jakov Andrejevič –
Uspenski, Vladimir Andrejevič –
utežena matrika –
uteženi graf –
uteženo praštevilo – 
utežna funkcija –

## V
Vacca, Giovanni –
Vaidja, Prahalad Čunnilal –
Vakselj, Anton –
valček –
valovna enačba –
valovna transformacija –
vampirsko število –
Van Amringe, John Howard –
van Vleck, John Hasbrouck –
Van Vleck, Edward Burr –
Varadarajan, Veeravalli Seshadri –
varčno število –
variacija –
variacija (matematika) –
variacijski račun –
Varignon, Pierre –
varno praštevilo –
včrtana in pričrtana krožnica trikotnika –
včrtana krožnica –
včrtani krog – 
vdrti kot –
Veblen, Oswald –
veččlenik – 
večkotnik – 
večkratna množica –
večkratnik –
večlična funkcija –
vedski kvadrat –
Vega, Jurij –
vejišče – 
vektor –
vektor nič – 
vektorska enota – 
vektorska mera –
vektorski nič – 
vektorski produkt –
vektorski prostor –
vektorski račun –
velika antiprizma –
veliki dodekaeder –
veliki dvojnoprirezani dirombidodekaeder –
veliki Fermatov izrek – 
veliki ikozaeder –
veliki ikozidodekaeder –
veliki ikozihemidodekaeder –
veliki ikozihemidodekakron –
veliki krog –
veliki prisekan kubooktaeder –
veliki rombiikozidodekaeder – 
veliki rombikubooktaeder – 
veliko število –
velikostni red –
Venn, John –
Vennov diagram –
Vennov graf –
Verhulst, Pierre François –
verižni ulomek –
verižnica –
verižno pravilo –
verjetno praštevilo –
verjetnost –
verjetnost in statistika –
verjetnostna funkcija –
verjetnostna funkcija gostote –
verjetnostna mera –
verjetnostna metoda –
verjetnostna porazdelitev –
verjetnostna teorija števil –
verjetnostni račun –
verjetnostni prostor –
Veronese, Giuseppe –
Veronesejeva ploskev –
Veršik, Anatolij Moisejevič –
veselo praštevilo –
veselo število –
vezna črta –
viba – 
Vidav, Ivan –
Vidav-Palmerjev izrek –
Vidžajaraghavan, Tirukkannapuram –
Viète, François –
Viètove enačbe –
Viètovo pravilo –
Vietoris, Leopold –
Vigodski, Mark Jakovljevič –
Villani, Cédric –
Villarceau, Yvon –
Villarceaujevi krožnici –
Ville, Jean-André –
Vince, Samuel –
Vinogradov, Ivan Matvejevič –
Visser, Matt –
Viswanathova konstanta –
višina trikotnika –
višinska točka trikotnika – 
višinski izrek –
višja algebra – 
višje razsežnosti –
vitka grupa – 
Vitt, Aleksander Adolfovič –
Vituškin, Anatolij Georgijevič –
Viviani, Vincenzo –
Vivianijev izrek –
Vivianijeva krivulja –
Vladimirov, Vasilij Sergejevič –
vložitev –
vložitev grafa –
vodilna krožnica –
vodilni koeficient –
vodnica –
Voigt, Johann Henrich –
Vojevodski, Vladimir Aleksandrovič –
volumen – 
Voronoj, Georgij Feodosjevič –
Voronojev diagram –
votla matrika –
vozel –
vozli Čebišova –
Vrabec, Jože –
Vranić, Vladimir –
vražji kvadrat –
Vries, Gustav de –
vrsta –
vrtnica –
vrstična matrika – 
vrstični vektor –
vrtilna simetrija –
vseštevčno število – 
vsota –
vsota deliteljev –
vsota Minkowskega –
vsota potenc –
vzajemnost –
vzporedna projekcija –
vzporedni premik –
vzporedni razteg –
vzporednica – 
vzporednost –
vzvišeno število –

## W
Waerden, Bartel Leendert van der –
Wall, Donald Dines –
Wall-Sun-Sunovo praštevilo –
Wallis, John –
Wallisov produkt –
Wallisova konstanta –
Walsh, Joseph Leonard –
Walsheva funkcija –
Walsheva matrika –
Wang Fan –
Waring, Edward –
Waringov problem –
Watt, James –
Weber, Heinrich Martin –
Weibull, Waloddi –
Weierstrass, Karl –
Weierstrassova funkcija –
Weil, André –
Weil-Mordellov izrek –
Weilov kriterij –
Weisstein, Eric Wolfgang –
Welsh, Dominic –
Werner, Wendelin –
Wessel, Caspar –
Weyl, Hermann –
Weylov kriterij –
Weylov postulat –
Weylov skalar –
Weylov tenzor –
Weylova algebra –
Weylova domneva o ukrivljenosti –
Weylova formula karakterjev –
Weylova grupa –
Weylova transformacija –
Weylova vsota –
Whewellova enačba –
Whiston, William –
Whitney, Hassler –
Whitneyjev izrek –
Whittaker, Edmund Taylor –
Widder, David Vernon –
Wieferich, Arthur Josef Alwin –
Wieferichev izrek –
Wieferichev par –
Wieferichevo praštevilo –
Wiener-Hinčinov izrek –
Wienrov tauberski izrek –
Wigner, Eugene Paul –
Wijdenes, Pieter –
Wijngaarden, Adriaan van –
van Wijngaardenova transformacija –
Wikipedija:WikiProjekt števila –
Wiles, Andrew John –
Williams, Kenneth Powers –
Wilson, Alexander –
Wilson, John –
Wilsonov izrek –
Wilsonovo praštevilo –
Wintner, Aurel –
Witten, Edward –
Wittich, Paul –
Wolfova nagrada za matematiko –
Wolstenholme, Joseph –
Wolstenholmeov izrek –
Wolstenholmeovo praštevilo –
Woodallovo praštevilo –
Woodallovo število –
Wren, Christopher –
Wythoff, Willem Abraham –
Wythoffov simbol –
Wythoffova konstrukcija –

## Y
Yoccoz, Jean-Christophe –
Young, Laurence Chisholm –
Youngova mera –

## Z
Zacuto, Abraham –
Zadeh, Lotfi Asker –
Zagier, Don Bernard –
Zahradnik, Karel –
Zajączkowski, Władysław –
zajčja konstanta –
zajčje zaporedje –
zakon oblikovne grupe –
zakon trihotomije –
zakon velikih števil –
Zalgaller, Viktor Abramovič –
zaloga vrednosti –
zamenjalna števka –
zamenljivo praštevilo –
zaokrožanje –
zaporedje –
zaporedje celih števil – 
zaporedje polinomov –
zaprta množica –
zaprta množica točk –
zaprti interval –
Zaremba, Stanisław –
Zariski Oscar –
zastava –
zasuk – 
zbirna funkcija verjetnosti – 
zbirna porazdelitvena funkcija – 
Zeilberger, Doron –
Zeitschrift für angewandte Mathematik und Physik –
Zejliger, Dimitrij Nikolajevič –
Zeller, Christian –
Zellerjeva kongruenca –
Zelmanov, Jefim Izakovič –
zelo obilno število –
zelo sestavljeno število –
Zenodor –
Zenon –
Zenon Sidonski –
Zermelo, Ernst –
Zermelo-Fraenklova teorija množic –
Zernov, Nikolaj Jefimovič –
ZFC –
zgodovina matematike –
zgodovina števila π –
zgornja polravnina –
zgornji celi del –
Zimmermann, Paul –
Zipf-Mandelbrotov zakon – 
Zipf-Mandelbrotova porazdelitev – 
Zipfov zakon –
zlata spirala –
zlati graf –
zlati pravokotnik –
zlati rez –
zlato razmerje –
zlato število – 
zlepek –
zlo število – 
zmanjševanje –
zmnožek –
znakovni niz –
znamenite točke trikotnika –
Znám, Štefan –
Známov problem –
znanstveni zapis –
Zolotarjov, Jegor Ivanovič –
zonoeder –
zonotop –
Zorn, Max August –
Zornova lema –
zrcaljenje –
zrcalna simetrija –
Zuckermanovo število –
Zudilin, Vadim Valentinovič –
zunanja mera –
zunanji kot –
zunanji krog –
zunanji produkt –
zvezdni mnogokotnik –
zvezdno število –
zvezna funkcija –
zveznost –
Zygmund, Antoni –

## Ž
žarek –
Žarinov, Viktor Viktorovič –
Žegalkin, Ivan Ivanovič –
Židkov, Jevgenij Petrovič –
Žukovski, Nikolaj Jegorovič –
Žuravljov, Jurij Ivanovič –